# Musei nazionali italiani
I musei nazionali italiani, chiamati anche istituti museali statali o musei statali, sono enti pubblici istituiti con apposita legge dello Stato approvata dal Parlamento italiano e gestiti dal Ministero della cultura (MiC), attraverso la Direzione generale Musei e le Direzioni regionali Musei nazionali operanti sul territorio. I musei, gallerie ed aree archeologiche nelle tre regioni a statuto speciale di Sicilia, Trentino-Alto Adige e Valle d'Aosta sono invece gestiti autonomamente.
Nell'articolo 101 Codice dei beni culturali e del paesaggio, i musei sono descritti fra i luoghi della cultura, come «struttura permanente che acquisisce, cataloga, conserva, ordina ed espone beni culturali per finalità di educazione e di studio». È da notare che, nello stesso articolo 101 del Codice, sono annoverati fra i luoghi della cultura anche le aree e i parchi archeologici e i complessi monumentali, istituti che pure possono avere valenza museale e che, nel caso degli istituti statali, sono destinati alla pubblica fruizione ed espletano un servizio pubblico, secondo le modalità stabilite dall’art. 102 del Codice.
Nell'art. 43 del Decreto del Presidente del Consiglio dei Ministri 2 dicembre 2019, n. 169 «I musei, i parchi archeologici, le aree archeologiche e gli altri luoghi della cultura di appartenenza statale sono istituzioni permanenti, senza scopo di lucro, al servizio della società e del suo sviluppo. Sono aperti al pubblico e compiono ricerche che riguardano le testimonianze materiali e immateriali dell'umanità e del suo ambiente; le acquisiscono, le conservano, le comunicano e le espongono a fini di studio, educazione e diletto, promuovendone la conoscenza presso il pubblico e la comunità scientifica».
Informazioni sui musei statali italiani, con i recapiti, gli orari di apertura e le modalità di accesso, sono disponibili tramite i motori di ricerca del Ministero e della Direzione generale Musei.

## Accesso ai musei statali
I musei statali sono generalmente aperti tutti i giorni dell'anno, esclusi (di solito) il 1º gennaio, il 25 dicembre ed altri giorni eventualmente stabiliti dal singolo istituto museale. I giorni e gli orari di apertura sono comunicati dai singoli musei attraverso i canali di informazione ufficiale.
La visita ai luoghi della cultura statali può essere libera o a pagamento ed è regolata dal Decreto ministeriale 11 dicembre 1997, n. 507 e successive modifiche.
Nel caso dell'ingresso a pagamento, alcune categorie di visitatori possono avere diritto a un biglietto gratuito o ridotto.

### Biglietto gratuito

#### Biglietto gratuito tramite esibizione di un documento
Hanno diritto al biglietto gratuito direttamente presso le biglietterie delle sedi espositive, tramite esibizione di un documento attestante una delle seguenti condizioni:
- visitatori minori di 18 anni, inclusi quelli privi di cittadinanza europea;[7]
- cittadini europei disabili e loro familiare o ad altro accompagnatore che dimostri la propria appartenenza a servizi di assistenza socio-sanitaria;
- guide turistiche dell'Unione europea nell'esercizio della propria attività professionale, mediante esibizione di valida licenza rilasciata dalla competente autorità;
- interpreti turistici dell'Unione europea quando occorra la loro opera a fianco della guida, mediante esibizione di valida licenza rilasciata dalla competente autorità;
- personale dipendente del Ministero della cultura;
- membri dell'International Council of Museums (ICOM);
- gruppi o comitive di studenti delle scuole pubbliche e private dell'Unione europea, accompagnati dai loro insegnanti, previa prenotazione e nel contingente stabilito dal capo dell'istituto;
- allievi dei corsi di alta formazione delle Scuole del Ministero (Istituto Centrale per il Restauro, Opificio delle Pietre Dure, Scuola per il Restauro del Mosaico);
- docenti e studenti iscritti alle accademie di belle arti o a corrispondenti istituti dell'Unione europea, mediante esibizione del certificato di iscrizione per l'anno accademico in corso;
- docenti e studenti dei corsi di laurea, laurea specialistica o perfezionamento post-universitario e dottorati di ricerca delle seguenti facoltà: architettura, conservazione dei beni culturali, scienze della formazione o lettere e filosofia con indirizzo archeologico o storico-artistico. Le medesime agevolazioni sono consentite a docenti e studenti di facoltà o corsi corrispondenti, istituiti negli Stati dell'Unione europea. L'ingresso gratuito è consentito agli studenti mediante esibizione del certificato di iscrizione per l'anno accademico in corso, ai docenti mediante esibizione di idoneo documento;
- docenti di storia dell'arte di istituti liceali, mediante esibizione di idoneo documento;
- giornalisti in regola con il pagamento delle quote associative, mediante esibizione di idoneo documento comprovante l'attività professionale svolta.
- per motivi di studio o di ricerca, attestate da Istituzioni scolastiche o universitarie, da accademie, da istituti di ricerca e di cultura italiani o stranieri, nonché da organi del Ministero, ovvero per particolari e motivate esigenze, i capi degli Istituti possono consentire l'ingresso gratuito nelle sedi espositive di propria competenza e per periodi determinati a coloro che ne facciano richiesta;
- personale docente di ruolo o con contratto a termine della scuola italiana. Il Ministero ha aderito all'iniziativa per quanto riguarda l'accesso agli spazi in cui sono allestite mostre o esposizioni temporanee con percorso espositivo separato dall'ordinario percorso di visita. Di conseguenza, gli aventi diritto potranno accedere a tali spazi a pagamento, usufruendo dei buoni di spesa, generabili tramite un'applicazione informatica (cartadeldocente.istruzione.it).

#### Ingresso gratuito mediante tessera individuale
Possono avere l'ingresso gratuito mediante rilascio di tessera individuale, di durata annuale con fotografia richiesta alla Direzione Generale Musei per ragioni di studio e di ricerca ovvero per particolari e motivate esigenze:
- agli operatori delle associazioni di volontariato che operano mediante convenzioni presso le sedi periferiche del Ministero;
- agli ispettori e Conservatori onorari del Ministero;
- ai militari del Nucleo Tutela Patrimonio Culturale;
- ai membri dell'I.C.C.R.O.M.;
- agli studiosi italiani e stranieri per motivi di studio o di ricerca attestate da Istituzioni scolastiche o universitarie, da accademie, da istituti di ricerca e di cultura italiani o stranieri, nonché da organi del Ministero, ovvero per particolari e motivate esigenze il direttore generale può rilasciare a singoli soggetti tessere annuali per l'ingresso gratuito (DM 239 /2006).

In merito alle categorie beneficiarie dell’ingresso gratuito e in relazione alla documentazione da esibire per usufruire delle agevolazioni previste dalla normativa, nel 2020 la Direzione generale Musei ha pubblicato alcune indicazioni sulle principali e più frequenti richieste di chiarimento sul “Libero ingresso e ingresso gratuito”.
Ingresso gratuito a musei, aree e parchi archeologici gestiti dallo Stato per cittadini italiani residenti all'estero (AIRE) per gli anni 2021, 2022, 2023, dietro presentazione di un documento d'identità attestante la residenza all'estero.

#### Ingresso gratuito in caso di iniziative culturali
L'ingresso è gratuito anche in occasione di manifestazioni ed iniziative culturali, come ad esempio la "Domenica al museo" (prima domenica di ogni mese) oppure può essere incentivato a condizioni particolarmente vantaggiose (il prezzo simbolico di 1 euro) in occasioni particolari, come le aperture straordinarie serali delle Giornate Europee del Patrimonio.

### Ingresso agevolato
In virtù del Decreto ministeriale 9 gennaio 2019, n. 13, i cittadini dell'Unione europea dai 18 ai 25 anni hanno diritto all'ingresso agevolato, con biglietto di ingresso al costo di 2,00 euro. Le medesime agevolazioni si applicano ai cittadini di Paesi non comunitari "a condizione di reciprocità".
I musei statali situati nelle regioni a statuto speciale possono avere regole parzialmente differenti sul diritto all'accesso gratuito o ridotto.

## Organizzazione
Nel 2014, il regolamento del Ministero dei beni e delle attività culturali e del turismo definito con il Decreto del Presidente del Consiglio dei Ministri 29 agosto 2014, n. 171 ha avviato una riforma nell’organizzazione e nell’amministrazione dei musei statali che, attraverso successive modifiche fino al Decreto del Presidente del Consiglio dei Ministri 2 dicembre 2019, n. 169 e del Decreto ministeriale 28 gennaio 2020, n. 22, individua un sistema coordinato dalla Direzione generale Musei e composto da 60 istituti museali dotati di autonomia speciale e da 18 Direzioni musei nazionali operanti su tutto il territorio nazionale eccetto Valle d'Aosta, Trentino Alto-Adige e Sicilia.

### La normativa di riferimento

#### Organizzazione e funzionamento dei musei
L’11 dicembre 2014 entra in vigore il Decreto del Presidente del Consiglio dei Ministri 29 agosto 2014, n. 171, Nuovo regolamento di organizzazione del Ministero dei beni e delle attività culturali e del turismo, degli uffici della diretta collaborazione del Ministro e dell'Organismo indipendente di valutazione della performance, a norma dell'articolo 16, comma 4, del decreto-legge 24 aprile 2014, n. 66, convertito, con modificazioni, dalla legge 23 giugno 2014, n. 89.
Il 10 marzo 2015 viene pubblicato il Decreto ministeriale 23 dicembre 2014, Organizzazione e funzionamento dei musei statali.
Il 19 dicembre 2015 viene pubblicato il Decreto ministeriale 14 ottobre 2015, Modifiche al Decreto 23 dicembre 2014 “Organizzazione e funzionamento dei musei statali”.
L'11 marzo 2016 viene pubblicato il Decreto ministeriale 23 gennaio 2016, n. 43, Modifiche al decreto 23 dicembre 2014, recante Organizzazione e funzionamento dei musei statali".
Il 26 marzo 2016 entra in vigore il Decreto ministeriale 23 gennaio 2016, n. 44, Riorganizzazione del Ministero dei beni e delle attività culturali e del turismo ai sensi dell'articolo 1, comma 327, della legge 28 dicembre 2015, n. 208.
Il 9 aprile 2016 viene registrato il Decreto ministeriale 9 aprile 2016 n. 198, Disposizioni in materia di aree e parchi archeologici e istituti e luoghi della cultura di rilevante interesse nazionale ai sensi dell’articolo 6 del Decreto ministeriale 23 gennaio 2016.
Il 10 marzo 2017 viene pubblicato il Decreto ministeriale 12 gennaio 2017, Adeguamento delle soprintendenze speciali agli standard internazionali in materia di musei e luoghi della cultura.
Il 22 marzo 2018 entra in vigore il Decreto del Presidente del Consiglio dei Ministri 1 dicembre 2017, n. 238, Regolamento recante modifiche al decreto del Presidente del Consiglio dei ministri 29 agosto 2014, n. 171, concernente il regolamento di organizzazione del Ministero dei beni e delle attività culturali e del turismo, degli uffici della diretta collaborazione del Ministro e dell'Organismo indipendente di valutazione della performance, in attuazione dell'articolo 22, comma 7-quinquies, del decreto-legge 24 aprile 2017, n. 50, convertito, con modificazioni, dalla legge 21 giugno 2017, n. 96.
Il 26 marzo 2018 viene pubblicato il Decreto ministeriale 7 febbraio 2018, n. 88, Modifiche al decreto 23 dicembre 2014, recante «Organizzazione e funzionamento dei musei statali».
Il 22 agosto 2019 entra in vigore il Decreto del Presidente del Consiglio dei Ministri 19 giugno 2019, n. 76, Regolamento di organizzazione del Ministero per i beni e le attività culturali, degli uffici di diretta collaborazione del Ministro e dell'Organismo indipendente di valutazione della performance.
Il 5 febbraio 2020 entra in vigore il Decreto del Presidente del Consiglio dei Ministri 2 dicembre 2019, n. 169, Regolamento di organizzazione del Ministero per i beni e le attività culturali e per il turismo, degli uffici di diretta collaborazione del Ministro e dell'Organismo indipendente di valutazione della performance.
Il 28 gennaio 2020 viene registrato il Decreto ministeriale 28 gennaio 2020, n. 22, Modifiche al decreto ministeriale 23 dicembre 2014, recante «Organizzazione e funzionamento dei musei statali e altre disposizioni in materia di istituti dotati di autonomia speciale.
Il 5 settembre 2024 viene pubblicato il Decreto ministeriale 5 settembre 2024, n. 270, Articolazione degli uffici dirigenziali e degli istituti dotati di autonomia speciale di livello non generale del Ministero della cultura. In particolare tale decreto, oltre a procedere a una riorganizzazione interna delle strutture del ministero, ha anche previsto una riorganizzazione delle 18 Direzioni musei nazionali, accorpando la direzione di 10 di esse a quella di un importante museo autonomo della rispettiva regione, e conteggiandole tutte e 18 tra i musei autonomi stessi (così divenuti 67).

#### Altra normativa di riferimento
Il 21 settembre 2015 entra in vigore il Decreto Legge 20 settembre 2015, n. 146, Misure urgenti per la fruizione del patrimonio storico e artistico della Nazione.
Il 21 ottobre 2016 viene pubblicato il Decreto ministeriale 30 giugno 2016, n. 330, Criteri per l’apertura al pubblico, la vigilanza e la sicurezza dei musei e dei luoghi della cultura statali.
Il 4 aprile 2018 viene pubblicato il Decreto ministeriale 21 febbraio 2018, n. 113, Adozione dei livelli minimi uniformi di qualità per i musei e i luoghi della cultura di appartenenza pubblica e attivazione del Sistema museale nazionale.
Il 28 febbraio 2019 entra in vigore il Decreto ministeriale 9 gennaio 2019, n. 13, Regolamento di modifica al decreto 11 dicembre 1997, n. 507, recante norme per l'istituzione del biglietto di ingresso ai monumenti, musei, gallerie, scavi di antichità, parchi e giardini monumentali.

## Musei statali dotati di autonomia speciale

### Caratteristiche
I musei con autonomia speciale sono dotati di autonomia scientifica, finanziaria, contabile ed organizzativa e sono costituiti dai seguenti organi: il Direttore, il Consiglio di amministrazione, il Comitato scientifico e il Collegio dei revisori dei conti. Gli organi apicali garantiscono lo svolgimento della missione del museo, verificano l’economicità, l’efficienza e l’efficacia delle attività e controllano la qualità scientifica dell’offerta culturale e delle pratiche di conservazione, fruizione e valorizzazione dei beni in consegna al museo. La composizione degli organi collegiali è determinata nel rispetto dell’equilibrio tra i generi.
In questo quadro, è stato notato che particolare evidenza, negli anni recenti, ha avuto il tema della leadership, basata sulla figura del Direttore del museo, "fino al punto che, in Italia, un’ampia parte della popolazione e un numero sorprendentemente ampio di operatori del sistema della comunicazione ne conoscono i nomi, circostanza unica in Europa e, se si esclude forse la Russia, nel mondo”.
Gli istituti dotati di autonomia speciale dipendono funzionalmente dalla Direzione generale Musei.

### Elenco degli istituti dotati di autonomia speciale
I primi 20 istituti dotati di autonomia speciale furono individuati nel Decreto del Presidente del Consiglio dei Ministri 29 agosto 2014, n. 171, in vigore dall'11 dicembre 2014.
A questi se ne aggiunsero ulteriori 10 con il Decreto ministeriale 23 gennaio 2016, n. 43. Seguirono quindi altri accorpamenti e modifiche determinati dal Decreto del Presidente del Consiglio dei Ministri 19 giugno 2019, n. 76, in vigore dal 22 agosto 2019.
Nell'articolo 33 del Decreto del Presidente del Consiglio dei Ministri 2 dicembre 2019, n. 169, gli istituti museali dotati di autonomia speciale sono 40, fra “musei, parchi archeologici e altri luoghi della cultura di rilevante interesse nazionale".
Con il Decreto ministeriale 23 novembre 2021, n. 471 sono divenuti 44.
Con il Decreto ministeriale 5 settembre 2024, n. 270 sono divenuti 67, di cui 14 di livello dirigenziale generale e 53 di livello dirigenziale non generale (conteggiando adesso tra queste ultime anche tutte le 18 Direzioni musei nazionali).
| Istituto autonomo                                                                                          | Siti assegnati | Località                       | Immagine      | Anno | Pagina web |
| --- | --- | ------------------------------ | ------------- | ---- | ---------- |
| Castello svevo - Direzione regionale Musei nazionali Puglia                                                | Castello svevo | Bari                           |               | 2024 |            |
| Complesso monumentale della Pilotta                                                                        | - Palazzo della Pilotta, con: - Biblioteca Palatina, - Galleria nazionale, - Museo archeologico nazionale di Parma, - Museo Bodoniano, - Teatro Farnese; - Antica spezieria di San Giovanni | Parma                          |               | 2016 |            |
| Complesso monumentale della Pilotta                                                                        | Castello di Torrechiara | Langhirano (PR)                |               | 2016 |            |
| Complesso monumentale della Pilotta                                                                        | Area archeologica e Antiquarium di Velleia | Lugagnano Val d'Arda (PC)      |               | 2016 |            |
| Complesso monumentale e Biblioteca dei Girolamini                                                          | Complesso monumentale e Biblioteca dei Girolamini | Napoli                         |               | 2019 |            |
| Direzione regionale Musei nazionali Calabria                                                               | Vedi sotto | Vedi sotto                     | Vedi sotto    | 2024 |            |
| Direzione regionale Musei nazionali Campania                                                               | Vedi sotto | Vedi sotto                     | Vedi sotto    | 2024 |            |
| Direzione regionale Musei nazionali Lazio                                                                  | Vedi sotto | Vedi sotto                     | Vedi sotto    | 2024 |            |
| Direzione regionale Musei nazionali Lombardia                                                              | Vedi sotto | Vedi sotto                     | Vedi sotto    | 2024 |            |
| Direzione regionale Musei nazionali Sardegna                                                               | Vedi sotto | Vedi sotto                     | Vedi sotto    | 2024 |            |
| Direzione regionale Musei nazionali Toscana                                                                | Vedi sotto | Vedi sotto                     | Vedi sotto    | 2024 |            |
| Direzione regionale Musei nazionali Veneto                                                                 | Vedi sotto | Vedi sotto                     | Vedi sotto    | 2024 |            |
| Galleria Borghese                                                                                          | Galleria Borghese | Roma                           |               | 2014 |            |
| Galleria dell’Accademia di Firenze e Musei del Bargello                                                    | - Galleria dell'Accademia, - Cappelle medicee, - Chiesa e Museo di Orsanmichele, - Museo della casa fiorentina antica - Palazzo Davanzati, - Museo di casa Martelli, - Museo nazionale del Bargello | Firenze                        |               | 2014 |            |
| Galleria nazionale d'arte moderna e contemporanea                                                          | Galleria nazionale d'arte moderna e contemporanea | Roma                           |               | 2014 |            |
| Gallerie degli Uffizi                                                                                      | - Galleria degli Uffizi (con Gabinetto disegni e stampe) e Corridoio vasariano; - Palazzo Pitti, con: - Galleria d'arte moderna, - Galleria del costume, - Galleria palatina e Appartamenti monumentali, - Museo degli argenti, - Museo delle carrozze, - Museo delle porcellane; - Giardino di Boboli (con Scuderie reali e pagliere)                                                                                                   | Firenze                        |               | 2014 |            |
| Gallerie dell'Accademia di Venezia                                                                         | Gallerie dell'Accademia di Venezia | Venezia                        |               | 2014 |            |
| Gallerie estensi                                                                                           | - Galleria estense, - Biblioteca estense universitaria, - Museo lapidario estense | Modena                         |               | 2014 |            |
| Gallerie estensi                                                                                           | Palazzo ducale | Sassuolo (MO)                  |               | 2014 |            |
| Gallerie nazionali d'arte antica                                                                           | - Galleria nazionale d'arte antica in palazzo Barberini, - Galleria nazionale d'arte antica in palazzo Corsini | Roma                           |               | 2014 |            |
| Musei archeologici nazionali di Chieti - Direzione regionale Musei nazionali Abruzzo                       | - Museo archeologico nazionale d'Abruzzo - Villa Frigerj - Museo archeologico nazionale "La Civitella" | Chieti                         |               | 2024 |            |
| Musei archeologici nazionali di Venezia e della Laguna                                                     | - Museo archeologico nazionale di Venezia - Museo di Palazzo Grimani - Museo archeologico nazionale della Laguna di Venezia | Venezia                        |               | 2024 |            |
| Musei archeologici nazionali di Venezia e della Laguna                                                     | Museo archeologico nazionale e Area archeologica di Altino | Quarto d'Altino (VE)           |               | 2024 |            |
| Musei e parchi archeologici di Capri                                                                       | - Certosa di San Giacomo e Museo archeologico nazionale di Capri - Villa Jovis | Capri (NA)                     |               | 2024 |            |
| Musei e parchi archeologici di Capri                                                                       | - Grotta azzurra - Villa Damecuta - Casa rossa | Anacapri (NA)                  |               | 2024 |            |
| Musei e parchi archeologici di Melfi e Venosa                                                              | Museo archeologico nazionale del Melfese - Castello svevo | Melfi (PZ)                     |               | 2024 |            |
| Musei e parchi archeologici di Melfi e Venosa                                                              | - Museo archeologico nazionale di Venosa - Castello aragonese, - Parco archeologico di Venosa, - Catacombe ebraiche e cristiane, - Parco paleolitico di Notarchirico | Venosa (PZ)                    |               | 2024 |            |
| Musei e parchi archeologici di Melfi e Venosa                                                              | Castello di Lagopesole | Avigliano (PZ)                 |               | 2024 |            |
| Musei e parchi archeologici di Praeneste e Gabii                                                           | Museo archeologico nazionale di Palestrina e Santuario della Fortuna Primigenia | Palestrina (RM)                |               | 2024 |            |
| Musei e parchi archeologici di Praeneste e Gabii                                                           | Area archeologica di Gabii | Osa (Roma)                     |               | 2024 |            |
| Musei nazionali del Vomero                                                                                 | - Castel Sant'Elmo (e Museo del Novecento) - Certosa di San Martino (e Museo nazionale di San Martino) - Villa Floridiana (e Museo nazionale della ceramica Duca di Martina) | Napoli                         |               | 2024 |            |
| Musei nazionali di Bologna - Direzione regionale Musei nazionali Emilia-Romagna                            | - Pinacoteca nazionale di Bologna, - Palazzo Pepoli Campogrande, - Ex chiesa di San Barbaziano, - Ex chiesa di San Mattia | Bologna                        |               | 2019 |            |
| Musei nazionali di Cagliari                                                                                | - Museo archeologico nazionale di Cagliari, - Palazzo delle Seziate, - Ex Regio museo archeologico, - Pinacoteca nazionale di Cagliari, - Spazio museale e torre di San Pancrazio, - Uffici e spazi di Porta Cristina | Cagliari                       |               | 2019 |            |
| Musei nazionali di Genova - Direzione regionale Musei nazionali Liguria                                    | - Palazzo reale, - Galleria nazionale di palazzo Spinola | Genova                         |               | 2014 |            |
| Musei nazionali di Ferrara                                                                                 | - Pinacoteca nazionale di Ferrara - Museo archeologico nazionale di Ferrara - Casa Minerbi-Del Sale - Casa Romei | Ferrara                        |               | 2024 |            |
| Musei nazionali di Lucca                                                                                   | - Museo di palazzo Mansi - Museo nazionale di Villa Guinigi | Lucca                          |               | 2024 |            |
| Musei nazionali di Matera - Direzione regionale Musei nazionali Basilicata                                 | - Museo archeologico nazionale Domenico Ridola, - Museo d'arte medievale e moderna della Basilicata, - Ex ospedale di San Rocco, - Deposito zona PAIP, - Palazzina FIO | Matera                         |               | 2019 |            |
| Musei nazionali di Perugia - Direzione regionale Musei nazionali Umbria                                    | Galleria nazionale dell'Umbria | Perugia                        |               | 2014 |            |
| Musei nazionali di Pisa                                                                                    | - Museo nazionale di palazzo Reale - Museo nazionale di San Matteo - Museo delle navi antiche di Pisa | Pisa                           |               | 2024 |            |
| Musei nazionali di Pisa                                                                                    | Complesso monumentale della Certosa di Calci | Calci (PI)                     |               | 2024 |            |
| Musei nazionali di Ravenna                                                                                 | - Basilica di Sant'Apollinare in Classe - Battistero degli Ariani - Mausoleo di Teodorico - Museo nazionale di Ravenna - Palazzo di Teodorico | Ravenna                        |               | 2024 |            |
| Musei nazionali di Ravenna                                                                                 | Antiquarium e Villa romana di Russi | Russi (RA)                     |               | 2024 |            |
| Musei nazionali di Siena                                                                                   | - Cappella del Taja nel Palazzo ex Barabesi, - Chiesa del Santuccio, - Chiesa di Santa Maria delle Nevi, - Museo archeologico nazionale di Siena, - Palazzo Chigi alla Postierla, - Pinacoteca nazionale di Siena, - Villa Brandi | Siena                          |               | 2021 |            |
| Musei nazionali di Siena                                                                                   | Eremo di San Leonardo al Lago | Monteriggioni (SI)             |               | 2021 |            |
| Musei Reali di Torino                                                                                      | - Armeria Reale, - Biblioteca reale, - Cappella della Sacra Sindone, - Galleria Sabauda, - Giardini reali, - Museo archeologico, - Palazzo reale, - Spazio espositivo di Palazzo Chiablese, - Area archeologica del teatro romano e della basilica paleocristiana | Torino                         |               | 2014 |            |
| Museo archeologico nazionale di Firenze                                                                    | Museo archeologico nazionale di Firenze | Firenze                        |               | 2024 |            |
| Museo archeologico nazionale di Napoli                                                                     | Museo archeologico nazionale di Napoli | Napoli                         |               | 2014 |            |
| Museo archeologico nazionale di Reggio Calabria                                                            | Museo archeologico nazionale di Reggio Calabria | Reggio Calabria                |               | 2014 |            |
| Museo archeologico nazionale di Taranto                                                                    | Museo archeologico nazionale di Taranto | Taranto                        |               | 2014 |            |
| Museo delle civiltà                                                                                        | Museo delle civiltà | Roma                           |               | 2016 |            |
| Museo e real bosco di Capodimonte                                                                          | - Museo di Capodimonte, - Parco di Capodimonte | Napoli                         |               | 2014 |            |
| Museo nazionale d'Abruzzo dell'Aquila                                                                      | - Ex mattatoio, - Forte spagnolo - Parco archeologico di Amiternum | L'Aquila                       |               | 2019 |            |
| Museo nazionale dell'arte digitale                                                                         | Museo nazionale dell'arte digitale | Milano                         | —             | 2021 |            |
| Museo nazionale etrusco di Villa Giulia                                                                    | - Villa Giulia, - Villa Poniatowski - Parco archeologico di Veio | Roma                           |               | 2016 |            |
| Museo nazionale romano                                                                                     | - Crypta Balbi, - Palazzo Altemps, - Palazzo Massimo, - Terme di Diocleziano | Roma                           |               | 2016 |            |
| Museo storico e parco del Castello di Miramare - Direzione regionale Musei nazionali Friuli-Venezia Giulia | - Museo storico del Castello di Miramare, - Parco del Castello di Miramare | Trieste                        |               | 2016 |            |
| Palazzo ducale di Mantova                                                                                  | - Palazzo ducale, - Museo archeologico nazionale di Mantova | Mantova                        |               | 2014 |            |
| Palazzo ducale di Urbino - Direzione regionale Musei nazionali                                             | Galleria nazionale delle Marche nel Palazzo ducale di Urbino | Urbino                         | senza cornice | 2014 |            |
| Palazzo reale di Napoli                                                                                    | Palazzo reale di Napoli | Napoli                         |               | 2019 |            |
| Pantheon e Castel Sant'Angelo - Direzione musei statali della città di Roma                                | Vedi sotto | Vedi sotto                     | Vedi sotto    | 2024 |            |
| Parchi archeologici della Maremma                                                                          | Area archeologica di Roselle | Grosseto                       |               | 2024 |            |
| Parchi archeologici della Maremma                                                                          | Area archeologica di Vetulonia | Castiglione della Pescaia (GR) |               | 2024 |            |
| Parchi archeologici della Maremma                                                                          | Parco archeologico e Museo archeologico nazionale di Cosa | Orbetello (GR)                 |               | 2024 |            |
| Parchi archeologici di Crotone e Sibari                                                                    | - Parco archeologico di Sibari, - Museo archeologico nazionale della Sibaritide | Cassano all'Ionio (CS)         |               | 2019 |            |
| Parchi archeologici di Crotone e Sibari                                                                    | Museo archeologico statale Vincenzo Laviola | Amendolara (CS)                | —             | 2019 |            |
| Parchi archeologici di Crotone e Sibari                                                                    | - Museo archeologico nazionale di Crotone - Museo e parco archeologico nazionale di Capo Colonna | Crotone                        |               | 2019 |            |
| Parchi archeologici di Crotone e Sibari                                                                    | Le Castella | Isola di Capo Rizzuto (KR)     |               | 2019 |            |
| Parchi archeologici di Paestum e Velia                                                                     | - Area archeologica di Paestum, - Area archeologica e Museo narrante di Foce Sele, - Museo archeologico nazionale di Paestum | Capaccio Paestum (SA)          |               | 2014 |            |
| Parchi archeologici di Paestum e Velia                                                                     | Area archeologica di Elea-Velia | Ascea (SA)                     |               | 2014 |            |
| Parco archeologico dei Campi Flegrei                                                                       | - Museo archeologico dei Campi Flegrei nel Castello di Baia; - Cuma: - Anfiteatro; - Bauli: - Cento Camerelle, - Tomba cosiddetta di Agrippina; - Baiae: - Parco archeologico delle Terme di Baia, - Parco archeologico sommerso di Baia, - Parco monumentale di Baia, - Tempio cosiddetto di Diana, - Tempio cosiddetto di Venere; - Misenum: - Grotta della Dragonara, - Piscina mirabilis, - Sacello degli Augustali, - Teatro romano | Bacoli (NA)                    |               | 2016 |            |
| Parco archeologico dei Campi Flegrei                                                                       | Anfiteatro e parco archeologico di Liternum | Giugliano in Campania (NA)     |               | 2016 |            |
| Parco archeologico dei Campi Flegrei                                                                       | Necropoli di Cappella | Monte di Procida (NA)          | —             | 2016 |            |
| Parco archeologico dei Campi Flegrei                                                                       | - Cuma: - Grotta di Cocceio, - Parco archeologico di Cuma, - Tempio cosiddetto di Apollo, Lago d'Averno; - Puteoli: - Anfiteatro Flavio, - Ipogei del fondo Caiazzo, - Necropoli cosiddetta di San Vito, - Necropoli di via Celle, - Stadio di Antonino Pio, - Tempio cosiddetto di Serapide | Pozzuoli (NA)                  |               | 2016 |            |
| Parco archeologico dei Campi Flegrei                                                                       | Villa del Torchio | Quarto (NA)                    | —             | 2016 |            |
| Parco archeologico del Colosseo                                                                            | - Anfiteatro flavio (Colosseo), - Arco di Costantino e Meta Sudans, - Auditoria di Adriano e Colonna Traiana, - Domus Aurea, - Foro romano, - Palatino | Roma                           |               | 2017 |            |
| Parco archeologico dell'Appia Antica                                                                       | - Acquedotti dell'Acqua Claudia, Acqua Marcia e Anio Novus, - Acquedotto dei Quintili, - Antiquarium di Lucrezia Romana, - Chiesa di San Cesareo de Appia, - Mausoleo di Cecilia Metella, - Tombe della via Latina, - Tratto demaniale della via Appia Antica, - Villa dei Quintili e Santa Maria Nova, - Villa dei Sette Bassi, - Villa di Capo di Bove                                                                                 | Roma                           |               | 2016 |            |
| Parco archeologico di Cerveteri e Tarquinia                                                                | - Necropoli della Banditaccia, - Museo archeologico nazionale cerite | Cerveteri (RM)                 |               | 2021 |            |
| Parco archeologico di Cerveteri e Tarquinia                                                                | - Necropoli dei Monterozzi, - Museo archeologico nazionale di Tarquinia | Tarquinia (VT)                 |               | 2021 |            |
| Parco archeologico di Ercolano                                                                             | - Area archeologica di Ercolano - Villa dei Papiri - Teatro romano | Ercolano (NA)                  |               | 2016 |            |
| Parco archeologico di Ercolano                                                                             | Villa Sora | Torre del Greco (NA)           | —             | 2016 |            |
| Parco archeologico di Ostia antica                                                                         | - Aree archeologiche di Ostia Antica e Isola Sacra, - Castello di Giulio II, - Necropoli della Via Laurentina, - Necropoli di Pianabella, - Saline di Ostia, - Tor Boacciana, - Ville costiere | Ostia (Roma)                   |               | 2016 |            |
| Parco archeologico di Ostia antica                                                                         | - Basilica di Sant'Ippolito e antiquarium, - Complesso degli antichi porti di Claudio e Traiano, - Iseo portuense, - Museo delle navi, - Necropoli di Porto Isola Sacra | Fiumicino (RM)                 |               | 2016 |            |
| Parco archeologico di Pompei                                                                               | Area archeologica di Pompei | Pompei (NA)                    |               | 2017 |            |
| Parco archeologico di Pompei                                                                               | - Antiquarium di Boscoreale, - Sito archeologico di Villa Regina | Boscoreale (NA)                |               | 2017 |            |
| Parco archeologico di Pompei                                                                               | - Scavi archeologici di Stabiae, - Reggia del Quisisana | Castellammare di Stabia (NA)   |               | 2017 |            |
| Parco archeologico di Pompei                                                                               | Castello di Lettere | Lettere (NA)                   |               | 2017 |            |
| Parco archeologico di Pompei                                                                               | Parco archeologico di Longola | Poggiomarino (NA)              |               | 2017 |            |
| Parco archeologico di Pompei                                                                               | Ex Real polverificio borbonico | Scafati (SA)                   | —             | 2017 |            |
| Parco archeologico di Pompei                                                                               | Scavi archeologici di Oplontis | Torre Annunziata (NA)          |               | 2017 |            |
| Parco archeologico di Sepino - Direzione regionale Musei nazionali Molise                                  | - Area archeologica di Saepinum, - Museo della città e del territorio | Sepino (CB)                    |               | 2021 |            |
| Pinacoteca di Brera                                                                                        | Palazzo di Brera: - Pinacoteca di Brera, - Biblioteca Braidense | Milano                         |               | 2014 |            |
| Reggia di Caserta                                                                                          | - Acquedotto Carolino, - Giardino all'inglese, - Oasi di San Silvestro, - Palazzo reale, - Parco del Palazzo reale | Caserta                        |               | 2014 |            |
| Residenze reali sabaude - Direzione regionale Musei nazionali Piemonte                                     | - Palazzo Carignano - Villa della Regina | Torino                         |               | 2024 |            |
| Residenze reali sabaude - Direzione regionale Musei nazionali Piemonte                                     | Castello di Moncalieri | Moncalieri (TO)                |               | 2024 |            |
| Residenze reali sabaude - Direzione regionale Musei nazionali Piemonte                                     | Complesso monumentale del Castello ducale, Giardino e Parco d'Agliè | Agliè (TO)                     |               | 2024 |            |
| Residenze reali sabaude - Direzione regionale Musei nazionali Piemonte                                     | Complesso monumentale del Castello e Parco di Racconigi | Racconigi (CN)                 |               | 2024 |            |
| Villa Adriana e Villa d'Este                                                                               | - Area archeologica di Villa Adriana, - Villa d'Este, - Mausoleo dei Plauzi, - Mensa ponderaria con annesso augusteum, - Santuario di Ercole Vincitore | Tivoli (RM)                    |               | 2016 |            |
| Ville monumentali della Tuscia                                                                             | Palazzo Farnese | Caprarola (VT)                 |               | 2024 |            |
| Ville monumentali della Tuscia                                                                             | Palazzo Altieri | Oriolo Romano (VT)             |               | 2024 |            |
| Ville monumentali della Tuscia                                                                             | Villa Giustiniani | Bassano Romano (VT)            |               | 2024 |            |
| Ville monumentali della Tuscia                                                                             | Villa Lante di Bagnaia | Viterbo                        |               | 2024 |            |
| Ville e residenze monumentali fiorentine                                                                   | - Villa medicea della Petraia - Villa medicea di Castello - Parco - Villa Il Ventaglio - Parco - Villa Carducci-Pandolfini a Legnaia | Firenze                        |               | 2024 |            |
| Ville e residenze monumentali fiorentine                                                                   | Villa medicea di Cerreto Guidi e Museo storico della caccia e del territorio | Cerreto Guidi (FI)             |               | 2024 |            |
| Ville e residenze monumentali fiorentine                                                                   | Villa medicea di Poggio a Caiano e Museo della natura morta | Poggio a Caiano (PO)           |               | 2024 |            |
| Vittoriano e Palazzo Venezia                                                                               | - Vittoriano, - Palazzo Venezia: - Museo nazionale del Palazzo di Venezia, - Biblioteca di archeologia e storia dell'arte | Roma                           |               | 2019 |            |

## Musei fondazione
Sussistono anche alcune fondazioni museali, vigilate dal Ministero della cultura tramite la Direzione generale Musei, alle quali si applicano normative analoghe a quelle dei musei statali dotati di autonomia speciale.
Secondo l'elenco più recente, esse sono:
- Consorzio di valorizzazione culturale "La Venaria Reale" (Consorzio delle Residenze reali sabaude)
- Fondazione Museo delle antichità egizie di Torino
- Fondazione Casa dei cantautori, Genova
- Museo nazionale dell'emigrazione italiana, Genova
- Consorzio Villa Reale e Parco di Monza
- Fondazione Aquileia
- Fondazione Museo nazionale dell'ebraismo italiano e della Shoah, Ferrara
- Fondazione Museo Igor Mitoraj, Pietrasanta
- Fondazione Museo Richard-Ginori della manifattura di Doccia, Sesto Fiorentino
- Fondazione Museo storico della Liberazione, Roma
- Fondazione Real sito di Carditello, San Tammaro
- Fondazione Mont'e Prama, Cabras

## Direzioni regionali Musei nazionali
Le Direzioni regionali Musei nazionali (fino al 2024 "Direzioni regionali Musei") traggono origine dai Poli museali regionali, istituiti in base al Decreto del Presidente del Consiglio dei Ministri 29 agosto 2014, n. 171, in vigore dall'11 dicembre 2014, per la gestione di musei, istituti e aree archeologiche che in precedenza erano competenza di altri uffici. I Poli museali regionali furono sostituiti dalle Direzioni territoriali delle reti museali, istituite dal Decreto del Presidente del Consiglio dei Ministri 19 giugno 2019, n. 76, in vigore dal 22 agosto 2019, le quali a loro volta sono poi confluite nelle Direzioni regionali musei, istituite dal Decreto del Presidente del Consiglio dei Ministri 2 dicembre 2019, n. 169, in vigore dal 5 febbraio 2020.
Le Direzioni regionali Musei nazionali sono un'articolazione periferica della Direzione generale musei, con il compito di assicurare sul territorio di competenza "l’espletamento del servizio pubblico di fruizione e di valorizzazione degli istituti e dei luoghi della cultura in consegna allo Stato o allo Stato comunque affidati in gestione". Nell'espletare tali funzioni la Direzione definisce le strategie e gli obiettivi comuni di valorizzazione, promuove l'integrazione dei percorsi culturali di fruizione e, in raccordo con il segretario regionale, dei conseguenti itinerari turistico-culturali. Nel 2016 tale modello è stato recepito anche dalla Regione Siciliana. Rientra ed è parte importante del suo mandato anche la promozione del cosiddetto art bonus, ovvero un modello di defiscalizzazione in favore delle opere d'arte introdotto dalla riforma Franceschini del 2014.
Le Direzioni regionali Musei nazionali sono 17, una per regione (eccetto le regioni a statuto speciale Sicilia, Valle d'Aosta e Trentino-Alto Adige), cui si aggiunge la Direzione Musei nazionali della città di Roma, istituita (come "Direzione Musei statali della città di Roma") dal Decreto del Presidente del Consiglio dei Ministri 2 dicembre 2019, n. 169

### Direzione regionale Musei Abruzzo
Unita alla direzione dei Musei archeologici nazionali di Chieti, ha il compito di gestire direttamente i seguenti istituti a carattere museale:
| Sito                                                                          | Comune                 | Provincia | Immagine |
| ----------------------------------------------------------------------------- | ---------------------- | --------- | -------- |
| Area archeologica di Campovalano                                              | Campli                 | TE        |          |
| Museo archeologico nazionale di Campli                                        | Campli                 | TE        |          |
| Chiesa di San Pietro ad Oratorium                                             | Capestrano             | AQ        |          |
| Chiesa di San Bartolomeo                                                      | Carpineto della Nora   | PE        |          |
| Abbazia di San Clemente a Casauria                                            | Castiglione a Casauria | PE        |          |
| Castello Piccolomini - Collezione Torlonia e Museo d'Arte Sacra della Marsica | Celano                 | AQ        |          |
| MUSE' - Nuovo museo Paludi di Celano - Centro di restauro                     | Celano                 | AQ        |          |
| Chiesa di San Domenico al Corso                                               | Chieti                 | CH        |          |
| Monumenti e aree archeologiche dell'antica Teate                              | Chieti                 | CH        |          |
| Area archeologica di Alba Fucens                                              | Massa d'Albe           | AQ        |          |
| Chiesa di San Pietro in Albe                                                  | Massa d'Albe           | AQ        |          |
| Museo casa natale Gabriele D'Annunzio                                         | Pescara                | PE        |          |
| Taverna ducale                                                                | Popoli Terme           | PE        |          |
| Abbazia di Santo Spirito al Morrone                                           | Sulmona                | AQ        |          |
| Area archeologica di Monte Pallano                                            | Tornareccio            | CH        |          |

### Direzione regionale Musei Basilicata
Unita alla direzione dei Musei nazionali di Matera, ha il compito di gestire direttamente i seguenti istituti a carattere museale:
| Sito                                                                           | Comune            | Provincia | Immagine |
| ------------------------------------------------------------------------------ | ----------------- | --------- | -------- |
| Museo archeologico nazionale di Metaponto                                      | Bernalda          | MT        |          |
| Parco archeologico dell’area urbana e della necropoli di Crucinia di Metaponto | Bernalda          | MT        |          |
| Tempio delle Tavole Palatine                                                   | Bernalda          | MT        |          |
| Museo archeologico nazionale dell'Alta Val d'Agri                              | Grumento Nova     | PZ        |          |
| Parco archeologico di Grumentum                                                | Grumento Nova     | PZ        |          |
| Palazzo De Lieto - Pinacoteca Angelo Brando                                    | Maratea           | PZ        |          |
| Museo archeologico nazionale di Muro Lucano                                    | Muro Lucano       | PZ        |          |
| Museo archeologico nazionale della Siritide                                    | Policoro          | MT        |          |
| Parco archeologico di Herakleia                                                | Policoro          | MT        |          |
| Museo archeologico nazionale della Basilicata "Dinu Adameşteanu"               | Potenza           | PZ        |          |
| Palazzo ducale                                                                 | Tricarico         | MT        |          |
| Area archeologica di Rossano di Vaglio                                         | Vaglio Basilicata | PZ        | —        |
| Area archeologica di Serra di Vaglio                                           | Vaglio Basilicata | PZ        |          |

### Direzione regionale Musei Calabria
Ha il compito di gestire direttamente i seguenti istituti a carattere museale:
| Sito                                              | Comune        | Provincia | Immagine |
| ------------------------------------------------- | ------------- | --------- | -------- |
| Museo e parco archeologico nazionale di Scolacium | Borgia        | CZ        |          |
| Museo e parco archeologico Archeoderi             | Bova Marina   | RC        | —        |
| Galleria nazionale di Cosenza                     | Cosenza       | CS        |          |
| Chiesa di San Francesco d'Assisi                  | Gerace        | RC        |          |
| Museo Metauros                                    | Gioia Tauro   | RC        |          |
| Museo archeologico lametino                       | Lamezia Terme | CZ        |          |
| Museo e parco archeologico nazionale di Locri     | Locri         | RC        |          |
| Museo statale di Mileto                           | Mileto        | VV        | —        |
| Museo e parco archeologico dell'antica Kaulon     | Monasterace   | RC        |          |
| Museo e parco archeologico dell'antica Medma      | Rosarno       | RC        | —        |
| La Cattolica                                      | Stilo         | RC        |          |
| Museo archeologico nazionale Vito Capialbi        | Vibo Valentia | VV        |          |

### Direzione regionale Musei Campania
Ha il compito di gestire direttamente i seguenti istituti a carattere museale:
| Sito                                                                       | Comune                   | Provincia | Immagine |
| -------------------------------------------------------------------------- | ------------------------ | --------- | -------- |
| Museo archeologico dell'antica Allifae                                     | Alife                    | CE        |          |
| Area archeologica dell'antica Abellinum                                    | Atripalda                | AV        |          |
| Museo del Palazzo della Dogana dei Grani                                   | Atripalda                | AV        | —        |
| Teatro romano di Benevento                                                 | Benevento                | BN        |          |
| Museo archeologico nazionale di Volcei                                     | Buccino                  | SA        |          |
| Teatro romano e area archeologica dell'antica Cales                        | Calvi Risorta            | CE        |          |
| Museo archeologico nazionale di Eboli e della media valle del Sele         | Eboli                    | SA        |          |
| Museo archeologico nazionale di Calatia                                    | Maddaloni                | CE        | —        |
| Villa romana di Minori                                                     | Minori                   | SA        |          |
| Parco archeologico dell'antica Aeclanum                                    | Mirabella Eclano         | AV        |          |
| Museo archeologico nazionale del Sannio Caudino - Castello di Montesarchio | Montesarchio             | BN        |          |
| Parco delle tombe di Virgilio e Leopardi                                   | Napoli                   | NA        |          |
| Museo storico archeologico di Nola                                         | Nola                     | NA        | —        |
| Certosa di San Lorenzo                                                     | Padula                   | SA        |          |
| Museo archeologico territoriale della penisola sorrentina "Georges Vallet" | Piano di Sorrento        | NA        |          |
| Museo archeologico nazionale di Pontecagnano                               | Pontecagnano Faiano      | SA        |          |
| Parco archeologico urbano dell'antica Picentia                             | Pontecagnano Faiano      | SA        |          |
| Anfiteatro campano                                                         | Santa Maria Capua Vetere | CE        |          |
| Mitreo di Santa Maria Capua Vetere                                         | Santa Maria Capua Vetere | CE        |          |
| Museo archeologico dell'antica Capua                                       | Santa Maria Capua Vetere | CE        |          |
| Museo archeologico nazionale della Valle del Sarno                         | Sarno                    | SA        |          |
| Teatro romano di Sarno                                                     | Sarno                    | SA        |          |
| Museo archeologico nazionale di Sala Consilina                             | Sala Consilina           | SA        | —        |
| Museo archeologico nazionale di Sessa Aurunca                              | Sessa Aurunca            | CE        |          |
| Teatro romano di Sessa Aurunca                                             | Sessa Aurunca            | CE        |          |
| Museo archeologico dell'Agro Atellano                                      | Succivo                  | CE        |          |
| Museo archeologico di Teanum Sidicinum                                     | Teano                    | CE        |          |
| Teatro romano di Teanum Sidicinum                                          | Teano                    | CE        |          |

### Direzione regionale Musei Emilia-Romagna
Unita alla direzione dei Musei nazionali di Bologna, ha il compito di gestire direttamente i seguenti istituti a carattere museale:
| Sito                                                                | Comune         | Provincia | Immagine |
| ------------------------------------------------------------------- | -------------- | --------- | -------- |
| Castello Malaspina                                                  | Bobbio         | PC        |          |
| Castello di Canossa e Museo nazionale "Naborre Campanini"           | Canossa        | RE        |          |
| Torre Jussi                                                         | Castel d'Aiano | BO        |          |
| Abbazia di Pomposa e Museo pomposiano                               | Codigoro       | FE        |          |
| Museo dell'età neoclassica in Romagna - Palazzo Milzetti            | Faenza         | RA        |          |
| Museo nazionale etrusco "Pompeo Aria" e Area archeologica di Kainua | Marzabotto     | BO        |          |
| Camera di San Paolo e Cella di Santa Caterina                       | Parma          | PR        |          |
| Fortezza di San Leo                                                 | San Leo        | RN        |          |
| Museo archeologico nazionale di Sarsina                             | Sarsina        | FC        |          |

### Direzione regionale Musei Friuli-Venezia Giulia
Unita alla direzione del Museo storico e Parco del Castello di Miramare, ha il compito di gestire direttamente i seguenti istituti a carattere museale:
| Sito                                                | Comune              | Provincia | Immagine |
| --------------------------------------------------- | ------------------- | --------- | -------- |
| Museo archeologico nazionale di Aquileia            | Aquileia            | UD        |          |
| Museo paleocristiano di Aquileia                    | Aquileia            | UD        |          |
| Museo archeologico nazionale di Cividale del Friuli | Cividale del Friuli | UD        |          |

### Direzione regionale Musei Lazio
Ha il compito di gestire direttamente i seguenti istituti a carattere museale:
| Sito                                                                                | Comune            | Provincia | Immagine |
| ----------------------------------------------------------------------------------- | ----------------- | --------- | -------- |
| Casa di San Tommaso                                                                 | Aquino            | FR        | —        |
| Torre di Cicerone e mura dell'acropoli di Arpino                                    | Arpino            | FR        |          |
| Museo archeologico nazionale di Vulci - Castello dell'Abbadia                       | Canino            | VT        |          |
| Abbazia di Montecassino                                                             | Cassino           | FR        |          |
| Museo archeologico nazionale "Gianfilippo Carettoni" e Area archeologica di Casinum | Cassino           | FR        |          |
| Museo archeologico dell’Agro Falisco - Forte Sangallo                               | Civita Castellana | VT        |          |
| Area archeologica delle Terme Taurine o di Traiano                                  | Civitavecchia     | RM        |          |
| Museo archeologico nazionale di Civitavecchia                                       | Civitavecchia     | RM        |          |
| Certosa di Trisulti                                                                 | Collepardo        | FR        |          |
| Cappella dell'Annunziata                                                            | Cori              | LT        | —        |
| Museo archeologico nazionale di Formia                                              | Formia            | LT        |          |
| Abbazia greca di San Nilo e Museo                                                   | Grottaferrata     | RM        |          |
| Comprensorio archeologico e Antiquarium di Minturnae                                | Minturno          | LT        |          |
| Museo delle navi romane di Nemi                                                     | Nemi              | RM        |          |
| Abbazia di Fossanova                                                                | Priverno          | LT        |          |
| Parco archeologico della Villa di Domiziano                                         | Sabaudia          | LT        |          |
| Museo archeologico nazionale e Area archeologica di Sperlonga                       | Sperlonga         | LT        |          |
| Monastero di San Benedetto Sacro Speco                                              | Subiaco           | RM        |          |
| Monastero di Santa Scolastica                                                       | Subiaco           | RM        |          |
| Chiesa di Santa Maria Maggiore                                                      | Tuscania          | VT        |          |
| Chiesa di San Pietro                                                                | Tuscania          | VT        |          |
| Museo archeologico nazionale di Tuscania                                            | Tuscania          | VT        |          |
| Abbazia di Casamari                                                                 | Veroli            | FR        |          |
| Museo archeologico nazionale dei popoli italici "Amedeo Maiuri"                     | Veroli            | FR        | —        |
| Basilica di San Francesco                                                           | Viterbo           | VT        |          |
| Museo nazionale etrusco Rocca Albornoz                                              | Viterbo           | VT        |          |
| Santuario Madonna della Quercia                                                     | Viterbo           | VT        |          |

### Direzione Musei statali della città di Roma
Ha il compito di gestire direttamente i seguenti istituti a carattere museale:

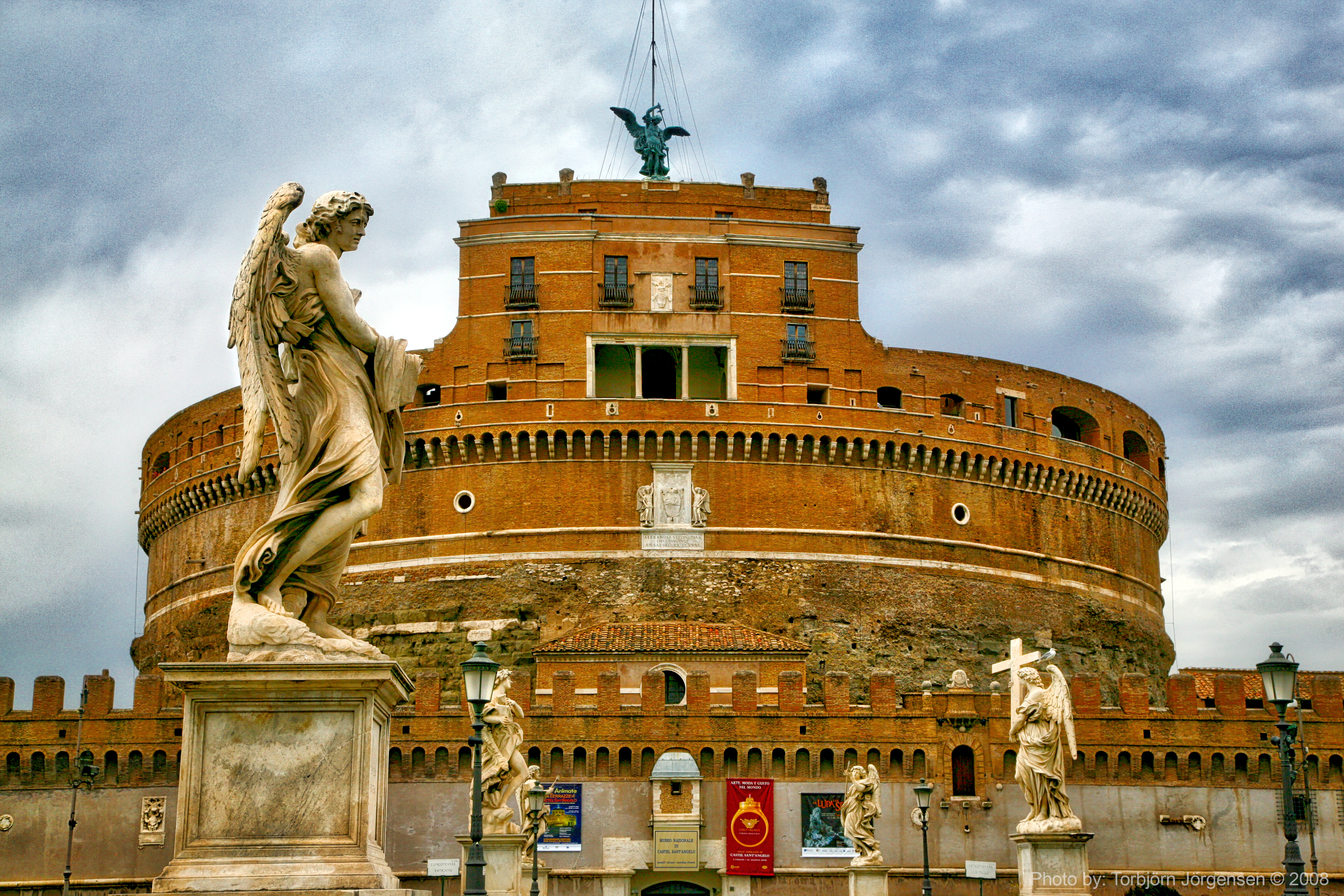
Museo nazionale di Castel Sant'Angelo
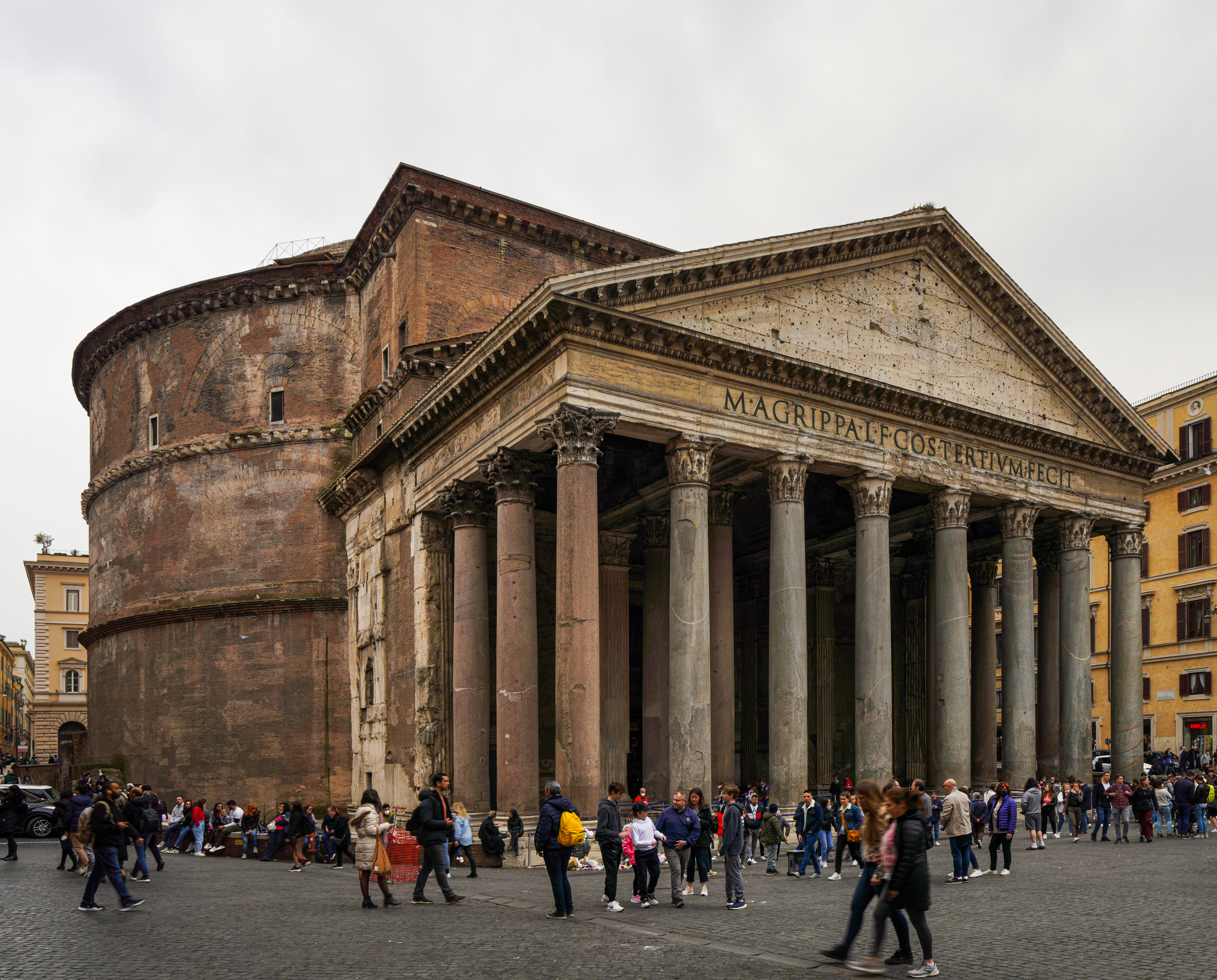
Pantheon
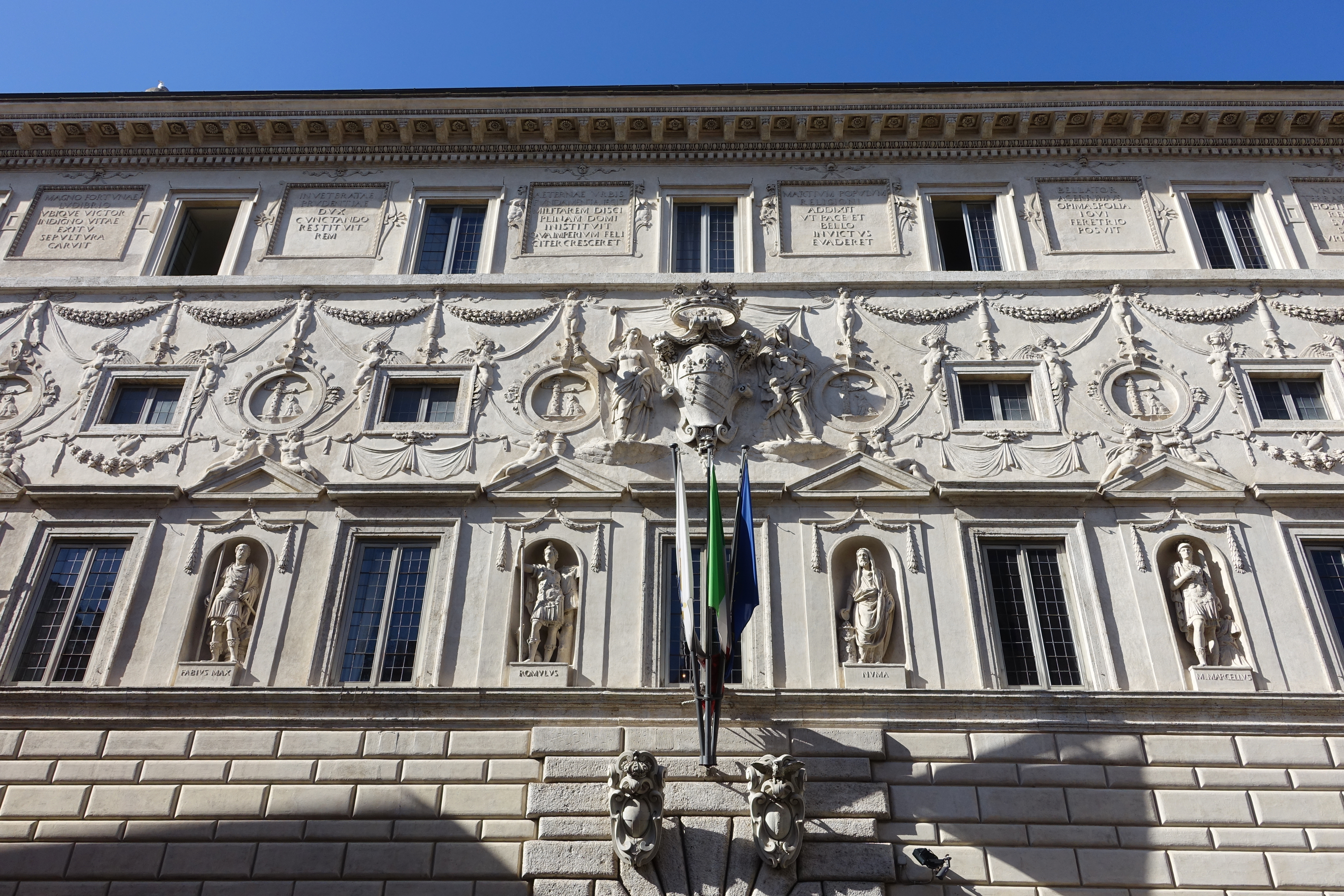
Galleria Spada
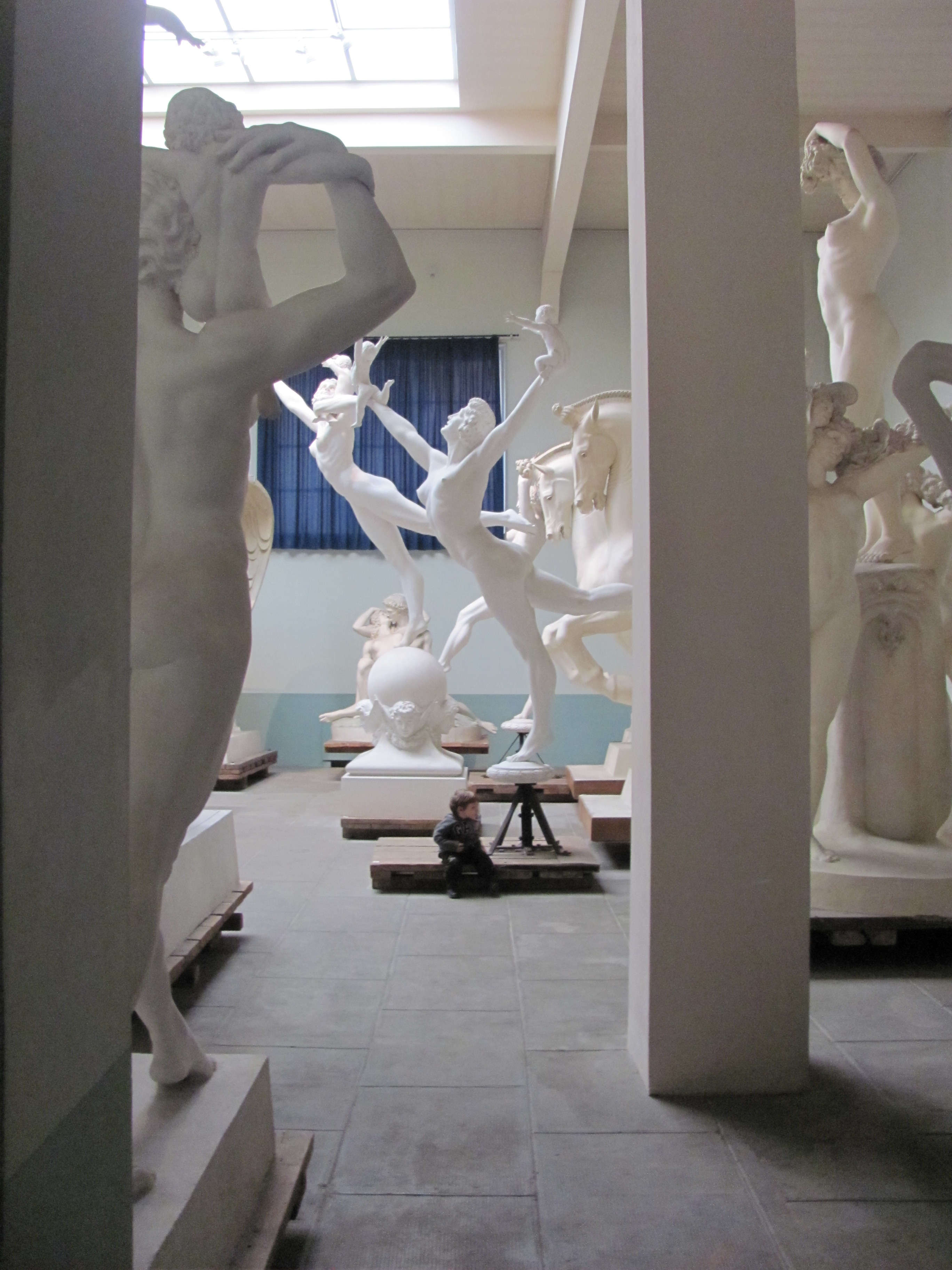
Museo Hendrik Christian Andersen
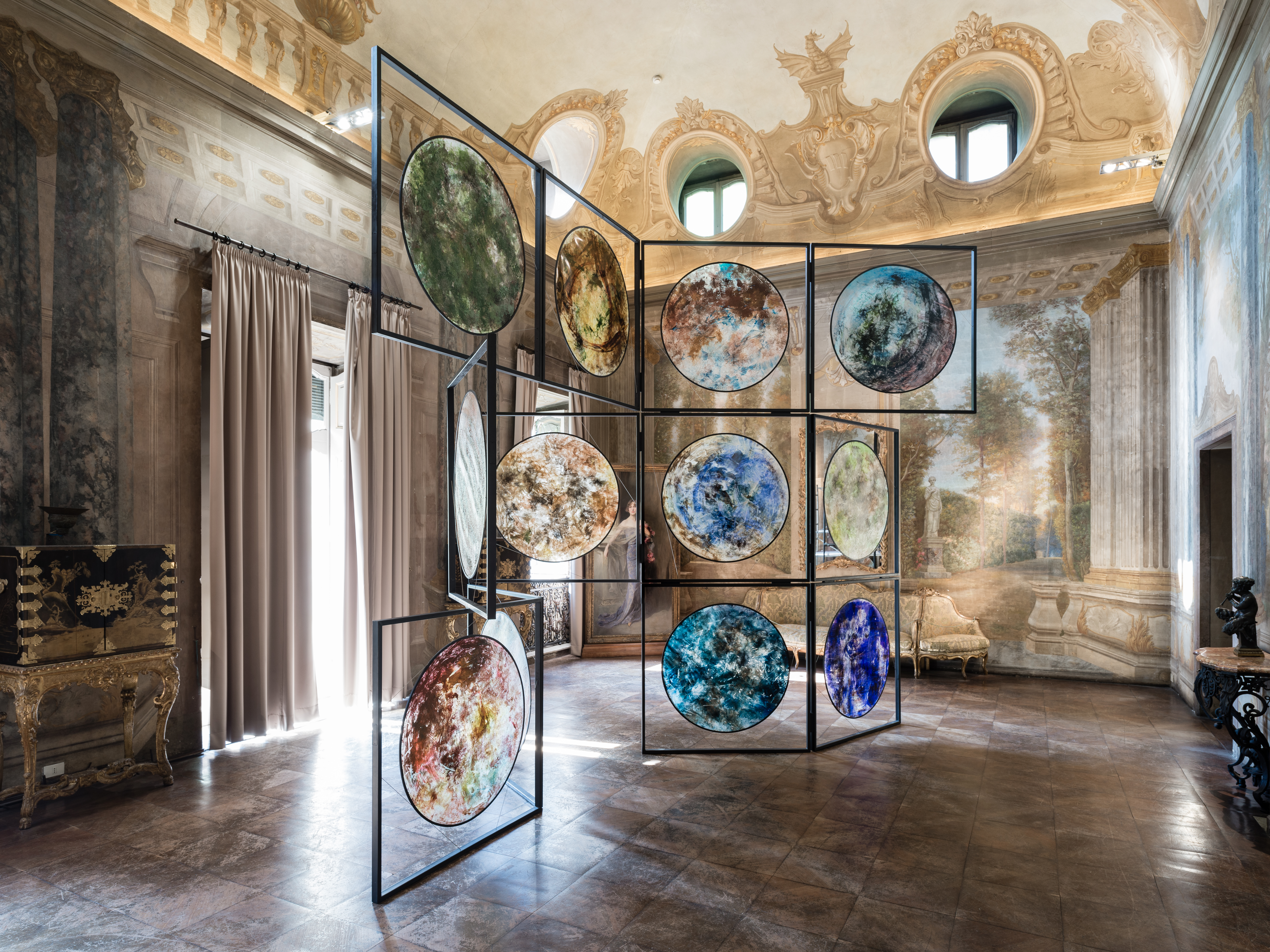
Museo Boncompagni Ludovisi per le arti decorative
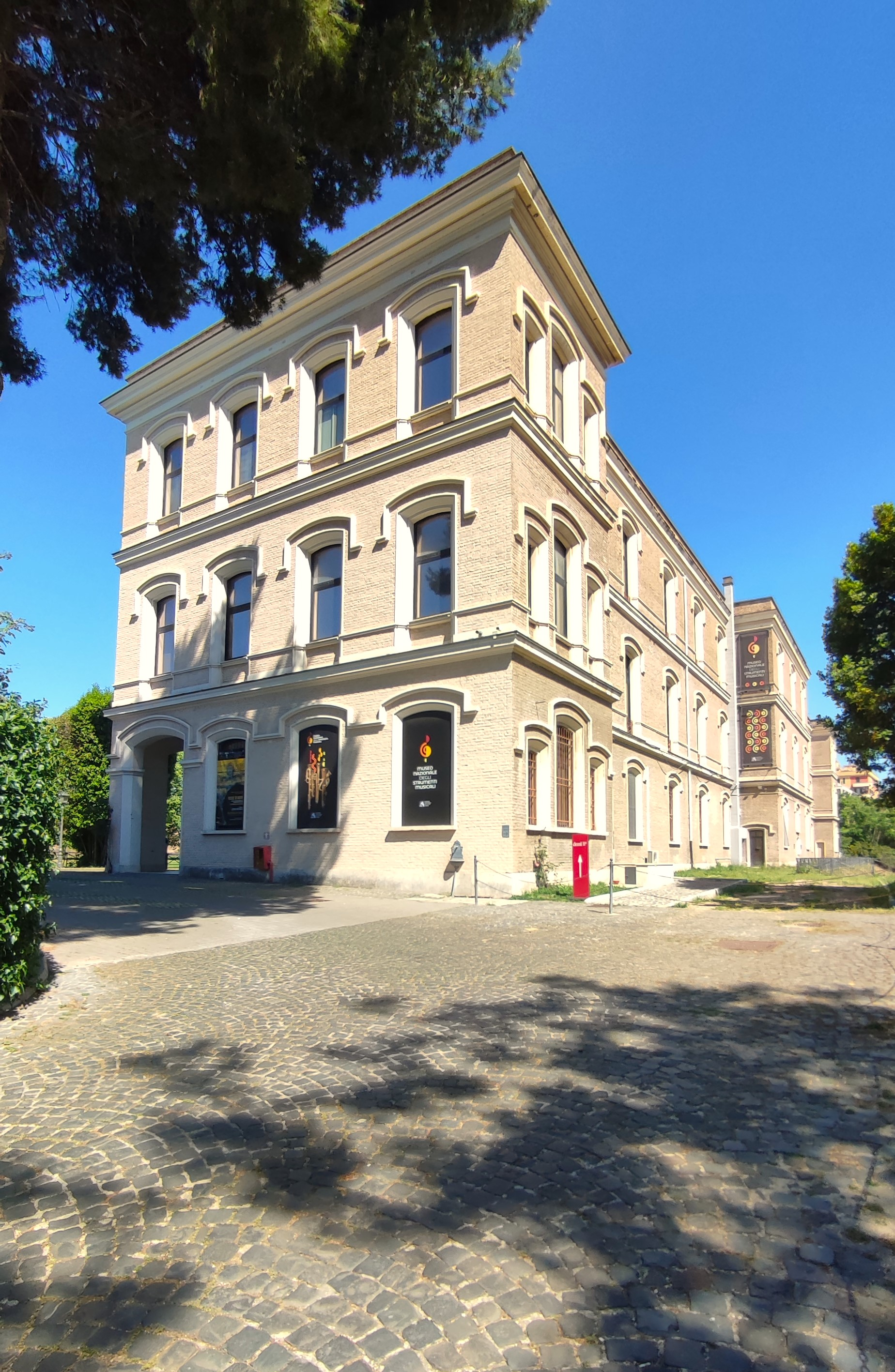
Museo nazionale degli strumenti musicali
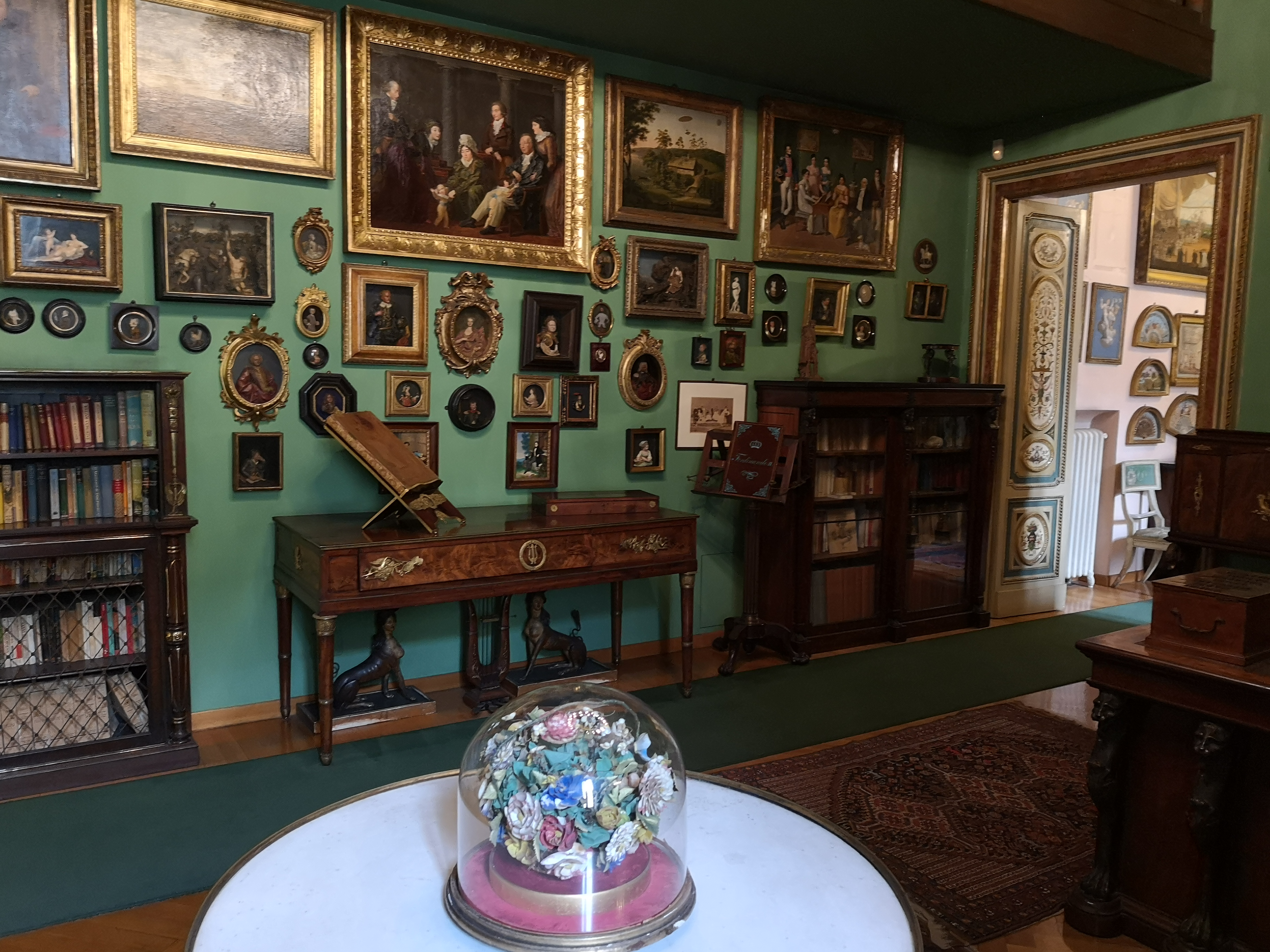
Museo Mario Praz
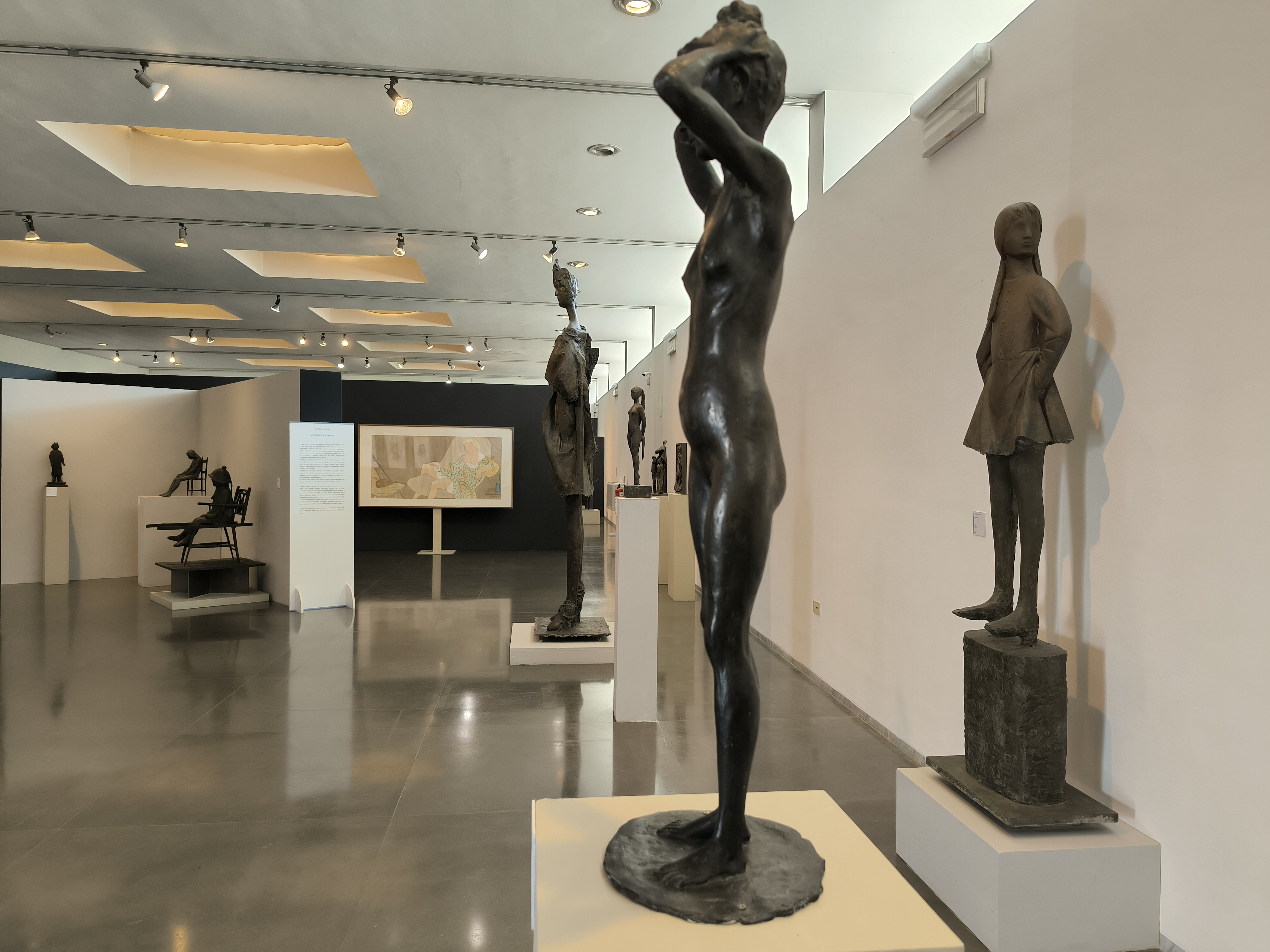
Museo Giacomo Manzù ad Ardea (RM)

### Direzione regionale Musei Liguria
Unita alla direzione dei Musei nazionali di Genova, ha il compito di gestire direttamente i seguenti istituti a carattere museale:
| Sito                                                     | Comune        | Provincia | Immagine |
| -------------------------------------------------------- | ------------- | --------- | -------- |
| Villa Rosa - Museo dell'arte vetraria altarese           | Altare        | SV        |          |
| Museo archeologico di Chiavari - Palazzo Rocca           | Chiavari      | GE        |          |
| Forte San Giovanni                                       | Finale Ligure | SV        |          |
| Castello di San Terenzo                                  | Lerici        | SP        |          |
| Museo archeologico nazionale e Zona archeologica di Luni | Luni          | SP        |          |
| Villa romana del Varignano                               | Portovenere   | SP        |          |
| Forte Santa Tecla                                        | Sanremo       | IM        |          |
| Fortezza Firmafede                                       | Sarzana       | SP        |          |
| Fortezza di Sarzanello                                   | Sarzana       | SP        |          |
| Area archeologica di Nervia                              | Ventimiglia   | IM        |          |
| Museo preistorico e Zona archeologica dei Balzi Rossi    | Ventimiglia   | IM        |          |

### Direzione regionale Musei Lombardia
Ha il compito di gestire direttamente i seguenti istituti a carattere museale:
| Sito                                                  | Comune              | Provincia | Immagine |
| ----------------------------------------------------- | ------------------- | --------- | -------- |
| Museo nazionale della preistoria della Valle Camonica | Capo di Ponte       | BS        | —        |
| Parco archeologico nazionale dei Massi di Cemmo       | Capo di Ponte       | BS        |          |
| Parco nazionale delle incisioni rupestri di Naquane   | Capo di Ponte       | BS        |          |
| Parco archeologico e Antiquarium di Castelseprio      | Castelseprio        | VA        |          |
| Complesso monumentale e Museo della Certosa di Pavia  | Certosa di Pavia    | PV        |          |
| Museo archeologico nazionale della Valle Camonica     | Cividate Camuno     | BS        |          |
| Villa romana e Antiquarium                            | Desenzano del Garda | BS        |          |
| Palazzo Litta                                         | Milano              | MI        |          |
| Cappella Espiatoria                                   | Monza               | MB        |          |
| Castello Scaligero                                    | Sirmione            | BS        |          |
| Grotte di Catullo e Museo archeologico                | Sirmione            | BS        |          |
| Palazzo Besta                                         | Teglio              | SO        |          |
| Museo archeologico nazionale della Lomellina          | Vigevano            | PV        |          |

### Direzione regionale Musei Marche
Unita alla direzione della Galleria nazionale delle Marche nel Palazzo ducale di Urbino, ha il compito di gestire direttamente i seguenti istituti a carattere museale:
| Sito                                        | Comune        | Provincia | Immagine |
| ------------------------------------------- | ------------- | --------- | -------- |
| Museo archeologico nazionale delle Marche   | Ancona        | AN        |          |
| Museo tattile statale Omero                 | Ancona        | AN        |          |
| Anfiteatro romano di Ancona                 | Ancona        | AN        |          |
| Museo archeologico statale di Arcevia       | Arcevia       | AN        |          |
| Museo archeologico statale di Ascoli Piceno | Ascoli Piceno | AP        |          |
| Museo archeologico statale di Cingoli       | Cingoli       | MC        |          |
| Rocca demaniale di Gradara                  | Gradara       | PU        |          |
| Antiquarium statale di Numana               | Numana        | AN        |          |
| Rocca Roveresca di Senigallia               | Senigallia    | AN        |          |
| Museo archeologico statale di Urbisaglia    | Urbisaglia    | MC        |          |
| Parco archeologico di Urbs Salvia           | Urbisaglia    | MC        |          |

### Direzione regionale Musei Molise
Unita alla direzione del Parco archeologico di Sepino, ha il compito di gestire direttamente i seguenti istituti a carattere museale:
| Sito                                             | Comune              | Provincia | Immagine |
| ------------------------------------------------ | ------------------- | --------- | -------- |
| Museo Palazzo Pistilli                           | Campobasso          | CB        | —        |
| Museo sannitico                                  | Campobasso          | CB        |          |
| Complesso monumentale di San Vincenzo a Volturno | Castel San Vincenzo | IS        |          |
| Castello di Civitacampomarano                    | Civitacampomarano   | CB        |          |
| Castello di Capua                                | Gambatesa           | CB        |          |
| Museo archeologico di Santa Maria delle Monache  | Isernia             | IS        |          |
| Museo nazionale del paleolitico di Isernia       | Isernia             | IS        |          |
| Santuario italico di Pietrabbondante             | Pietrabbondante     | IS        |          |
| Museo archeologico di Venafro                    | Venafro             | IS        |          |
| Museo nazionale di Castello Pandone              | Venafro             | IS        |          |

### Direzione regionale Musei Piemonte
Unita alla direzione delle Residenze sabaude, ha il compito di gestire direttamente i seguenti istituti a carattere museale:
| Sito                                     | Comune               | Provincia | Immagine |
| ---------------------------------------- | -------------------- | --------- | -------- |
| Abbazia di Vezzolano                     | Albugnano            | AT        |          |
| Area archeologica di Augusta Bagiennorum | Bene Vagienna        | CN        |          |
| Forte di Gavi                            | Gavi                 | AL        |          |
| Area archeologica di Industria           | Monteu da Po         | TO        |          |
| Abbazia di Fruttuaria                    | San Benigno Canavese | TO        |          |
| Castello di Serralunga d'Alba            | Serralunga d'Alba    | TO        |          |
| Area archeologica di Libarna             | Serravalle Scrivia   | AL        |          |

### Direzione regionale Musei Puglia
Unita alla direzione del Castello svevo di Bari, ha il compito di gestire direttamente i seguenti istituti a carattere museale:
| Sito                                                                              | Comune           | Provincia | Immagine |
| --------------------------------------------------------------------------------- | ---------------- | --------- | -------- |
| Museo archeologico nazionale di Altamura                                          | Altamura         | BA        |          |
| Castel del Monte                                                                  | Andria           | BT        |          |
| Antiquarium e Parco archeologico di Canne della Battaglia                         | Barletta         | BT        |          |
| Galleria nazionale della Puglia "Girolamo e Rosaria Devanna"                      | Bitonto          | BA        |          |
| Museo archeologico nazionale - Palazzo Sinesi                                     | Canosa di Puglia | BT        |          |
| Castello di Copertino                                                             | Copertino        | LE        |          |
| Museo archeologico nazionale "Giuseppe Andreassi" e Parco archeologico di Egnazia | Fasano           | BR        |          |
| Museo archeologico nazionale e Castello di Gioia del Colle                        | Gioia del Colle  | BA        |          |
| Parco archeologico di Monte Sannace                                               | Gioia del Colle  | BA        |          |
| Anfiteatro e teatro romani                                                        | Lecce            | LE        |          |
| Castello di Carlo V                                                               | Lecce            | LE        |          |
| Museo archeologico nazionale e Castello di Manfredonia                            | Manfredonia      | FG        |          |
| Parco archeologico di Siponto                                                     | Manfredonia      | FG        |          |
| Museo archeologico nazionale di Mattinata "Matteo Sansone"                        | Mattinata        | FG        | —        |
| Museo nazionale Jatta                                                             | Ruvo di Puglia   | BA        |          |
| Castello svevo di Trani                                                           | Trani            | BT        |          |

### Direzione regionale Musei Sardegna
Ha il compito di gestire direttamente i seguenti istituti a carattere museale:
| Sito                                                                 | Comune       | Provincia | Immagine |
| -------------------------------------------------------------------- | ------------ | --------- | -------- |
| Area archeologica "Su Nuraxi"                                        | Barumini     | SU        |          |
| Basilica di San Saturnino                                            | Cagliari     | CA        |          |
| Compendio garibaldino e Museo nazionale memoriale Giuseppe Garibaldi | La Maddalena | SS        |          |
| Museo archeologico nazionale "Giorgio Asproni"                       | Nuoro        | NU        |          |
| Antiquarium Turritano e Area archeologica                            | Porto Torres | SS        |          |
| Area archeologica di Nora                                            | Pula         | CA        |          |
| Altare prenuragico di Monte d'Accoddi                                | Sassari      | SS        |          |
| Museo nazionale archeologico ed etnografico “Giovanni Antonio Sanna” | Sassari      | SS        |          |
| Pinacoteca nazionale di Sassari                                      | Sassari      | SS        |          |

### Direzione regionale Musei Toscana
Ha il compito di gestire direttamente i seguenti istituti a carattere museale:
| Sito                                                                                   | Comune                 | Provincia | Immagine |
| -------------------------------------------------------------------------------------- | ---------------------- | --------- | -------- |
| Museo delle arti e tradizioni popolari dell’Alta valle del Tevere - Palazzo Taglieschi | Anghiari               | AR        |          |
| Basilica di San Francesco                                                              | Arezzo                 | AR        |          |
| Museo archeologico nazionale Gaio Cilnio Mecenate                                      | Arezzo                 | AR        |          |
| Museo di casa Vasari                                                                   | Arezzo                 | AR        |          |
| Museo nazionale d'arte medievale e moderna                                             | Arezzo                 | AR        |          |
| Area archeologica di Comeana - Tumulo di Montefortini e tomba di Boschetti             | Carmignano             | PO        |          |
| Abbazia di San Salvatore a Soffena                                                     | Castelfranco Piandiscò | AR        |          |
| Museo archeologico nazionale di Chiusi, Necropoli di Poggio Renzo e Tomba del Colle    | Chiusi                 | SI        |          |
| Area archeologica del Sodo e tomba di Camucia                                          | Cortona                | AR        |          |
| Cenacolo di Andrea del Sarto                                                           | Firenze                | FI        |          |
| Cenacolo di Fuligno                                                                    | Firenze                | FI        |          |
| Cenacolo di Ognissanti                                                                 | Firenze                | FI        |          |
| Cenacolo di Sant'Apollonia                                                             | Firenze                | FI        |          |
| Chiostro dello Scalzo                                                                  | Firenze                | FI        |          |
| Museo di San Marco                                                                     | Firenze                | FI        |          |
| Museo e galleria Mozzi Bardini                                                         | Firenze                | FI        |          |
| Sala del Perugino                                                                      | Firenze                | FI        |          |
| Villa Corsini a Castello                                                               | Firenze                | FI        |          |
| Museo nazionale di casa Giusti                                                         | Monsummano Terme       | PT        |          |
| Ex chiesa del Tau                                                                      | Pistoia                | PT        |          |
| Fortezza di Santa Barbara                                                              | Pistoia                | PT        |          |
| Oratorio di San Desiderio                                                              | Pistoia                | PT        |          |
| Museo nazionale delle residenze napoleoniche - Palazzina dei Mulini                    | Portoferraio           | LI        |          |
| Museo nazionale delle residenze napoleoniche - Villa di San Martino                    | Portoferraio           | LI        |          |
| Museo archeologico nazionale di Castiglioncello                                        | Rosignano Marittimo    | LI        |          |
| Museo Richard-Ginori della manifattura di Doccia                                       | Sesto Fiorentino       | FI        |          |

### Direzione regionale Musei Umbria
Unita alla direzione dei Musei nazionali di Perugia, ha il compito di gestire direttamente i seguenti istituti a carattere museale:
| Sito                                                       | Comune                | Provincia | Immagine |
| ---------------------------------------------------------- | --------------------- | --------- | -------- |
| Tempietto del Clitunno                                     | Campello sul Clitunno | PG        |          |
| Parco archeologico del teatro romano                       | Gubbio                | PG        |          |
| Palazzo ducale                                             | Gubbio                | PG        |          |
| Museo archeologico nazionale di Orvieto                    | Orvieto               | TR        |          |
| Necropoli del Crocifisso del Tufo                          | Orvieto               | TR        |          |
| Museo archeologico nazionale dell'Umbria                   | Perugia               | PG        |          |
| Ipogeo dei Volumni e Necropoli del Palazzone               | Perugia               | PG        |          |
| Villa del Colle del Cardinale                              | Perugia               | PG        |          |
| Museo paleontologico "Luigi Boldrini" di Pietrafitta       | Piegaro               | PG        |          |
| Castello Bufalini                                          | San Giustino          | PG        |          |
| Museo archeologico nazionale di Spoleto                    | Spoleto               | PG        |          |
| Museo nazionale del Ducato di Spoleto - Rocca Albornoziana | Spoleto               | PG        |          |
| Area archeologica di Carsulae                              | Terni                 | TR        |          |

### Direzione regionale Musei Veneto
Ha il compito di gestire direttamente i seguenti istituti a carattere museale, oltre al mausoleo di Cesare Battisti a Trento in Trentino e al monumento alla Vittoria a Bolzano in Alto Adige:
| Sito                                            | Comune               | Provincia | Immagine |
| ----------------------------------------------- | -------------------- | --------- | -------- |
| Museo archeologico nazionale di Adria           | Adria                | RO        |          |
| Museo nazionale di archeologia del mare         | Caorle               | VE        |          |
| Area archeologica di Concordia Sagittaria       | Concordia Sagittaria | VE        |          |
| Villa Del Bene                                  | Dolcè                | VR        |          |
| Museo nazionale atestino                        | Este                 | PD        |          |
| Museo archeologico nazionale di Fratta Polesine | Fratta Polesine      | RO        |          |
| Museo archeologico nazionale concordiese        | Portogruaro          | VE        |          |
| Museo nazionale di Villa Pisani                 | Stra                 | VE        |          |
| Museo nazionale Collezione Salce                | Treviso              | TV        |          |
| Galleria Giorgio Franchetti alla Ca' d'Oro      | Venezia              | VE        |          |
| Museo d'arte orientale                          | Venezia              | VE        |          |
| Museo archeologico nazionale di Verona          | Verona               | VR        |          |

## Musei delle regioni a statuto speciale
Nelle tre regioni a statuto speciale Sicilia, Valle d'Aosta e Trentino-Alto Adige, il sistema museale non dipende dal Ministero per i beni e le attività culturali, ma è ad autonomia speciale.

### Sicilia
Nel 1977 le competenze dei beni culturali statali furono trasferite dallo Stato alla Regione Siciliana. Contestualmente il Museo archeologico nazionale di Palermo, il Museo archeologico nazionale di Siracusa e il Museo nazionale di Trapani divennero musei regionali.
La regione gestisce i propri beni culturali attraverso il Dipartimento dei beni culturali e dell'identità siciliana. Nel 2016 la Sicilia ha recepito con legge regionale il modello dei poli museali regionali previsto dal DPCM 29 agosto 2014, n. 171. L'organizzazione è stata riformata con D.P.R.S. 27 giugno 2019, n. 12, con 14 parchi archeologici, dotati di autonomia.

#### Parchi archeologici

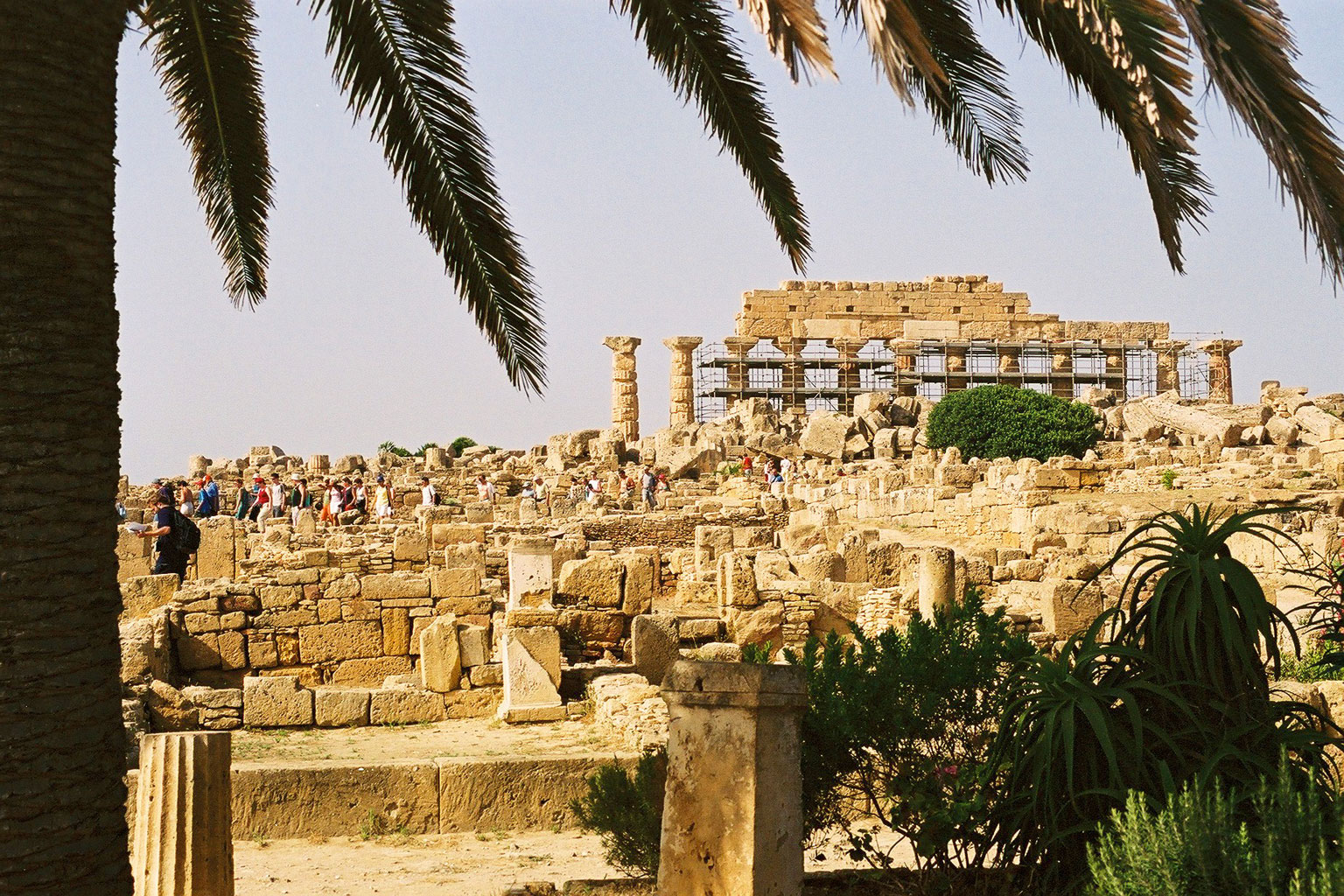
Acropoli di Selinunte: ruderi dei Templi O e A in primo piano e sullo sfondo fila di colonne del Tempio C

- Parco archeologico e paesaggistico della Valle dei Templi
- Parco archeologico di Gela
- Parco archeologico di Catania e della Valle dell’Aci
- Parco archeologico della Villa del Casale e Parco archeologico di Morgantina di Piazza Armerina
- Parco archeologico delle Isole Eolie
- Parco archeologico di Naxos e Taormina
- Parco archeologico di Tindari
- Parco archeologico di Himera, Solunto e Iato
- Parco archeologico di Kamarina e Cava d'Ispica
- Parco archeologico della Neapolis, Siracusa, Eloro e Villa del Tellaro
- Parco archeologico di Leontinoi e Megara
- Parco archeologico di Segesta
- Parco archeologico di Selinunte, Cave di Cusa e Pantelleria
- Parco archeologico di Lilibeo[63]

#### Musei regionali

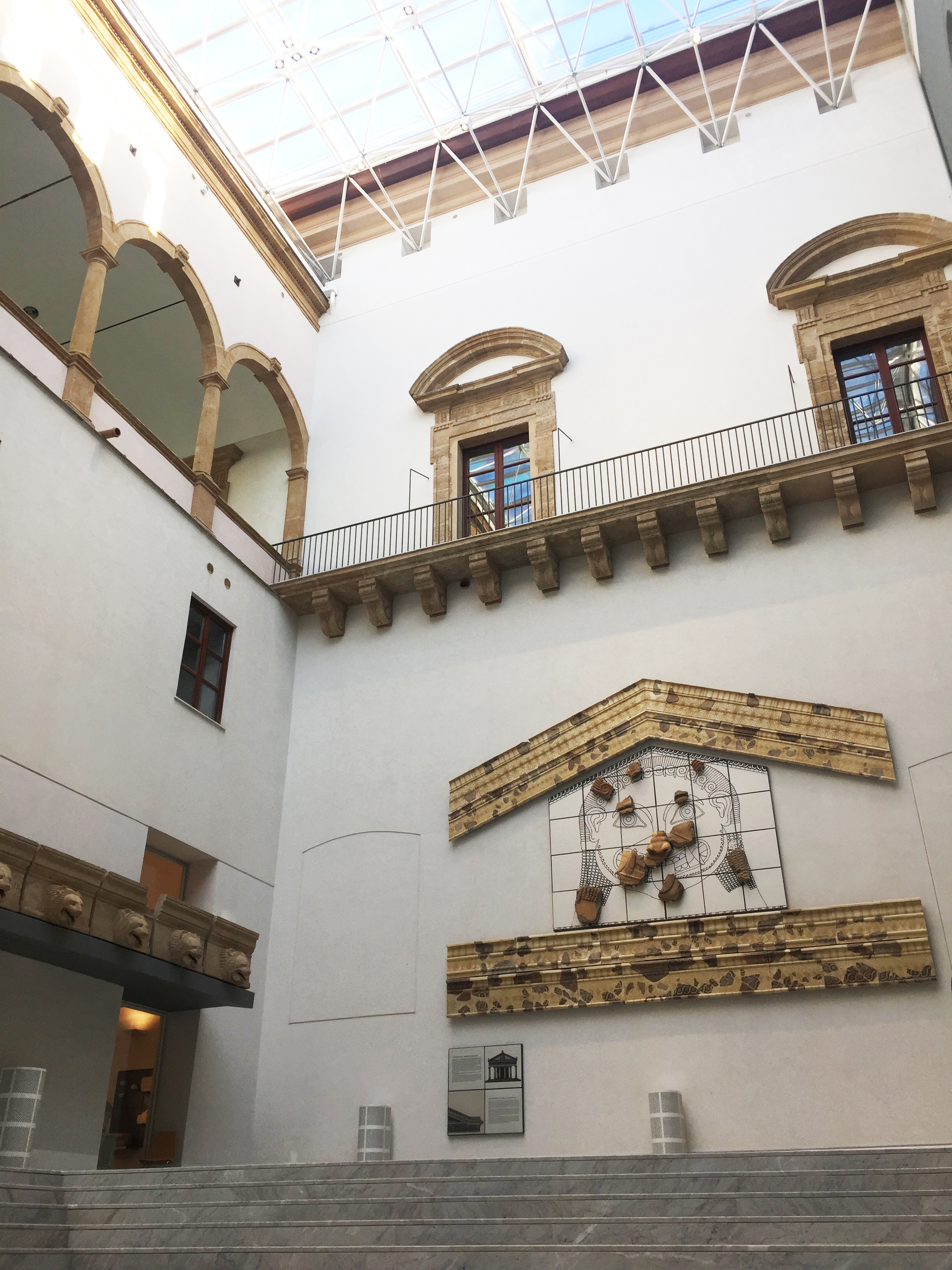
Agorà del museo "Salinas" di Palermo

- Galleria regionale della Sicilia di palazzo Abatellis (Palermo)
- Museo regionale di Palazzo Mirto (Palermo)
- Museo d'arte contemporanea della Sicilia di Palazzo Riso (Palermo)
- Museo archeologico regionale Antonio Salinas (Palermo)
- Casa museo Giovanni Verga di Catania (con Museo della Ceramica di Caltagirone e Museo regionale di Adrano)
- Museo archeologico di Aidone
- museo eoliano Bernabò Brea (Isole Eolie)
- Museo regionale di Messina (con Museo delle tradizioni silvo-pastorali di Mistretta);
- Galleria regionale di Palazzo Bellomo (Siracusa), con Casa-museo “Antonino Uccello” di Palazzolo Acreide
- Museo archeologico Paolo Orsi (Siracusa)
- Museo Agostino Pepoli (Trapani) con museo del Satiro danzante (Mazara del Vallo)
- Museo interdisciplinare di Ragusa
- Museo archeologico di Agrigento (con Biblioteca museo “Luigi Pirandello")
- Museo regionale interdisciplinare di Caltanissetta
- Museo archeologico di Gela

### Valle d'Aosta

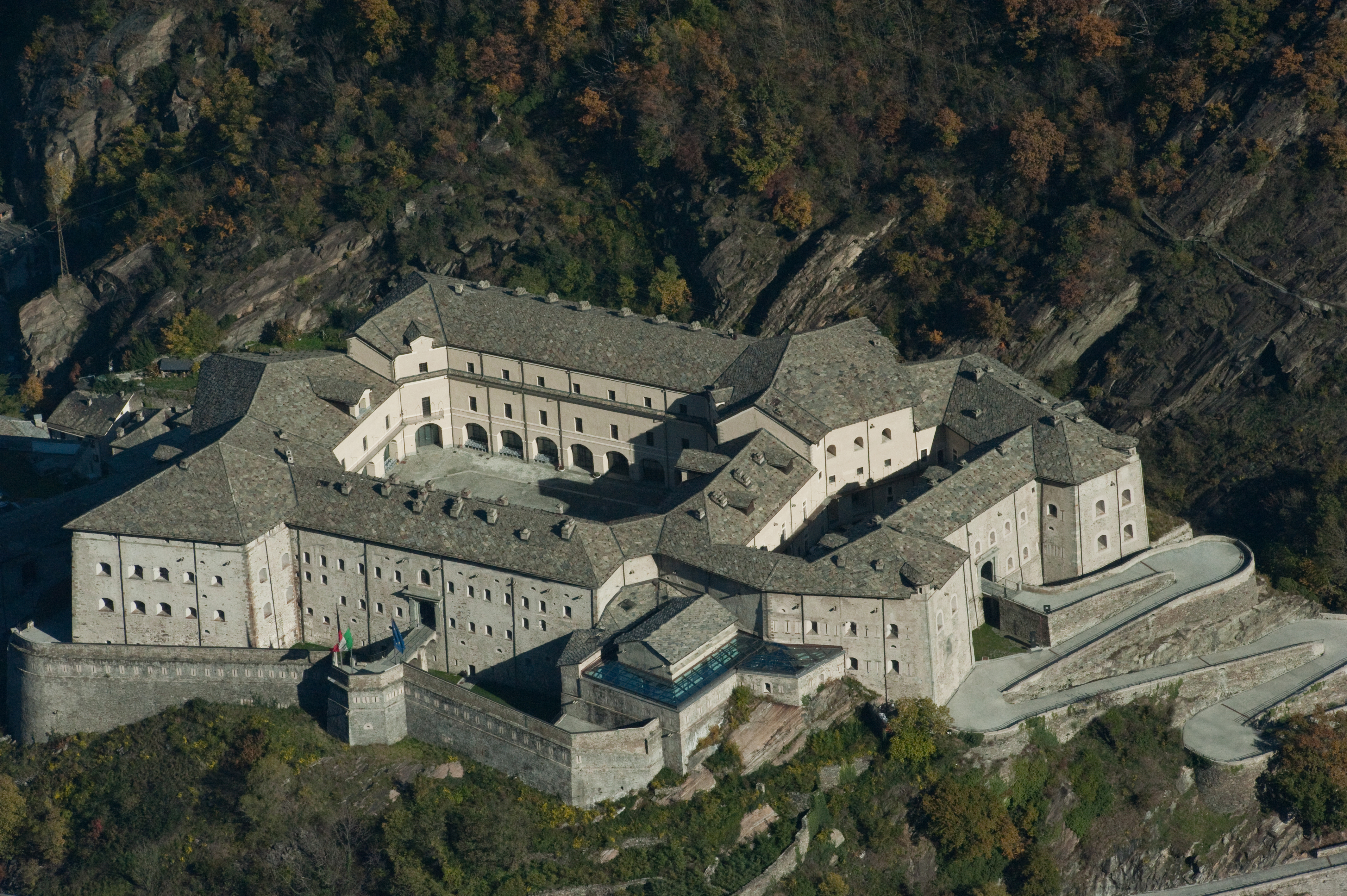
Il forte di Bard in Valle d'Aosta.

In Valle d'Aosta sono gestiti dal Dipartimento soprintendenza per i beni e le attività culturali della Regione.
- Museo archeologico regionale della Valle d'Aosta, Aosta
- Parco archeologico e Museo dell'area megalitica di Saint-Martin-de-Corléans, Aosta
- Museo delle Alpi, Bard
- Museo dell’artigianato valdostano, Fénis
- Museo regionale della fauna alpina Beck-Peccoz, Gressoney-Saint-Jean

### Trentino-Alto Adige

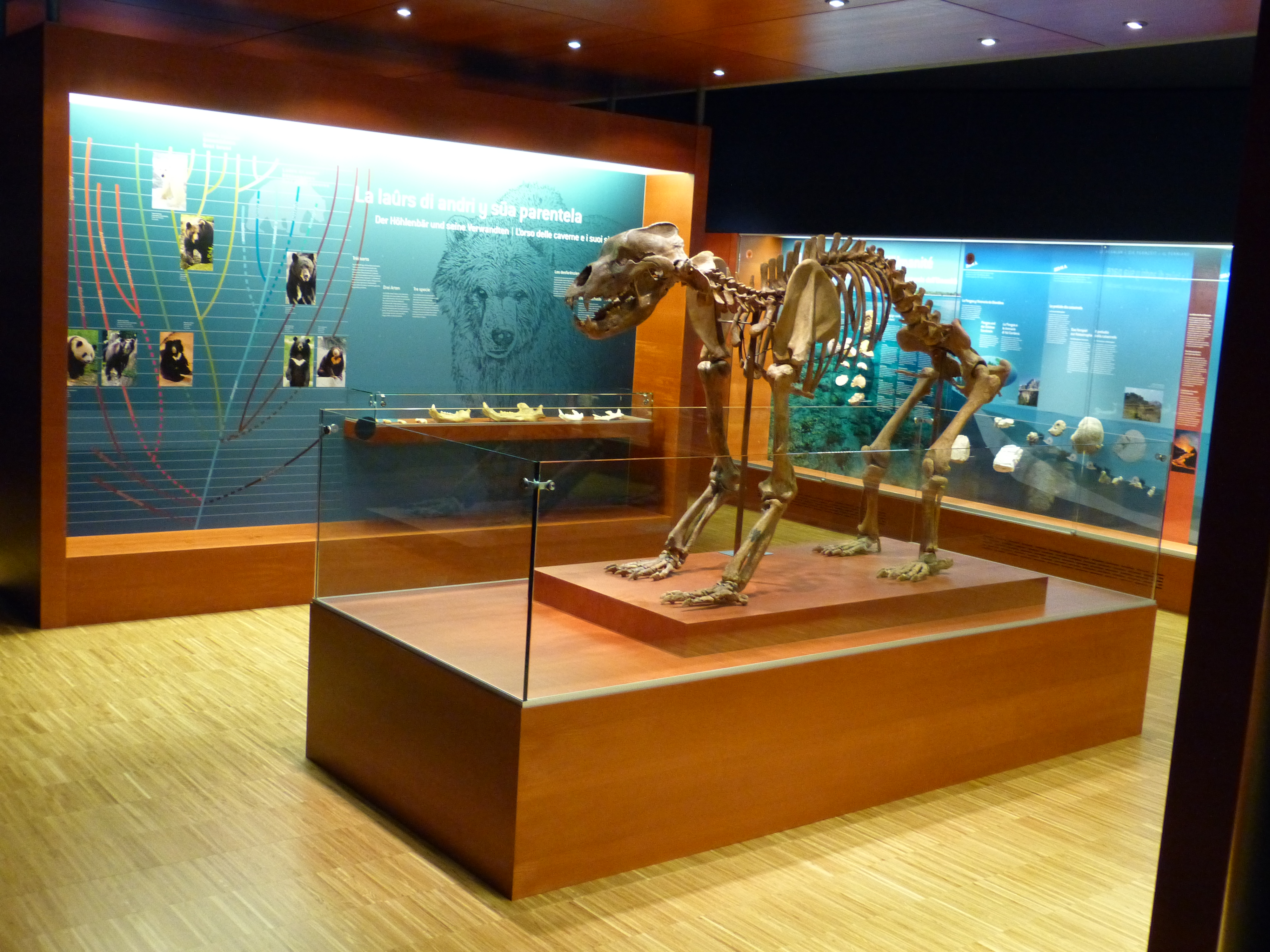
Museum Ladin

In Trentino-Alto Adige dipendono direttamente dalle due province autonome.

#### Provincia autonoma di Bolzano
Nella Provincia autonoma di Bolzano sono gestiti attraverso l'Azienda musei provinciali.
- Museo Archeologico dell'Alto Adige, Bolzano
- Museo di Scienze Naturali dell'Alto Adige, Bolzano
- Museo provinciale degli usi e costumi, Brunico
- Museo provinciale del vino, Caldaro sulla Strada del Vino
- Forte di Fortezza, Fortezza
- Touriseum - Museo provinciale del turismo, Merano
- Castel Wolfsthurn - Museo provinciale della caccia e della pesca, Racines
- Museo provinciale Miniere di Schneeberg-Monteneve, Racines
- Museum Ladin, San Martino in Badia
- Museo storico-culturale della Provincia di Bolzano, Tirolo

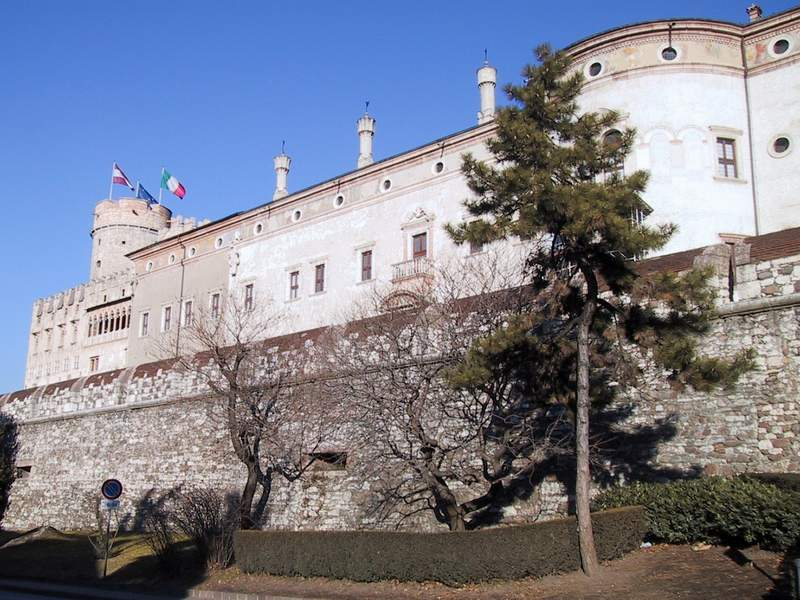
Museo del Castello Buonconsiglio a Trento

#### Provincia autonoma di Trento
Nella Provincia autonoma di Trento sono gestiti attraverso la Soprintendenza per i beni culturali della Provincia.
- Museo provinciale del Castello del Buonconsiglio, Trento
- Aree archeologiche della Tridentum romana, Trento
- Museo delle Palafitte, Fiavé
- Museo Retico, Sanzeno

## Storia dei musei archeologici nazionali in Italia
Una prima tipologia di musei nazionali italiani è rappresentata dalle collezioni archeologiche, gestite dalla Direzione generale per le antichità del Ministero per i beni e le attività culturali. Nel 1861, all'indomani dell'Unità d'Italia i musei archeologici nazionali italiani erano solo otto: i tre di Roma (Museo nazionale romano, Museo nazionale preistorico, Museo nazionale etrusco) e quelli di Napoli, Firenze, Cagliari, Taranto e Parma.
Nel 1866 fu istituito il Museo archeologico nazionale di Palermo e nel 1878 vi fu la nascita del Museo archeologico nazionale di Siracusa. Il XIX secolo si concluse quindi con l'esistenza di dieci musei archeologici nazionali in Italia.
Nel 1908 il museo archeologico di Ancona divenne Museo archeologico nazionale delle Marche e nel 1911 fu inaugurato il Museo archeologico nazionale di Matera. Il numero dei musei archeologici nazionali arrivò così a dodici e tale situazione rimase invariata sino al secondo dopoguerra.
Dal secondo dopoguerra ci furono diverse nuove aperture fino ad arrivare alla situazione attuale, in cui i musei nazionali archeologici sono diffusi in tutte le regioni italiane, escluse tre regioni a statuto speciale.
Nel 2014 sono stati istituiti i "poli museali regionali". Con la riorganizzazione del ministero del dicembre 2019 altri sette musei sono diventati autonomi, mentre i poli museali sono stati trasformati in Direzioni regionali Musei.